# Champs-sur-Marne
Pour les articles homonymes, voir Champs.
Champs-sur-Marne (prononcé [ˈʃɑ̃ syʁ ˈmaʁn]) est une commune française de la province historique de la Brie, située dans le département de Seine-et-Marne en région Île-de-France. Elle se trouve à l'ouest du département de Seine-et-Marne et est contiguë à celui de Seine-Saint-Denis (petite couronne), à une vingtaine de kilomètres à l'est de Paris. Elle fait partie de l'agglomération parisienne (aire urbaine de Paris).
Le campus Descartes regroupe des grandes écoles dont l'École nationale des ponts et chaussées, l'École nationale des sciences géographiques (ENSG), l’ESIEE Paris ainsi que l’Université Gustave Eiffel et des établissements universitaires et de recherche comme l’École supérieure d'ostéopathie avec sa clinique. Elle accueille 15 000 étudiants et plus de 3 000 enseignants et chercheurs. Chef-lieu de canton, la ville s'est fortement développée à la fin des années 1970 avec la création de l'intercommunalité du Val-Maubuée : secteur 2 de Marne-la-Vallée. C'est une « ville champignon » qui est passée en 25 ans de 5 000 habitants en 1975 à près de 25 000 habitants en 1999, quintuplant ainsi sa population. Elle est aujourd’hui la 8e ville la plus peuplée de Seine-et-Marne.
C'est une ville de taille moyenne qui dispose d'un cadre de vie agréable : environ 50 % de sa superficie sont des espaces « verts et bleus » (bois, parcs, étangs, jardins familiaux et rivière Marne et ses berges). Le château de Champs-sur-Marne construit au début du XVIIIe siècle est classé monument historique. Il a été habité par Madame de Pompadour et le général de Gaulle y a reçu de nombreux chefs d'État.

## Géographie

### Localisation

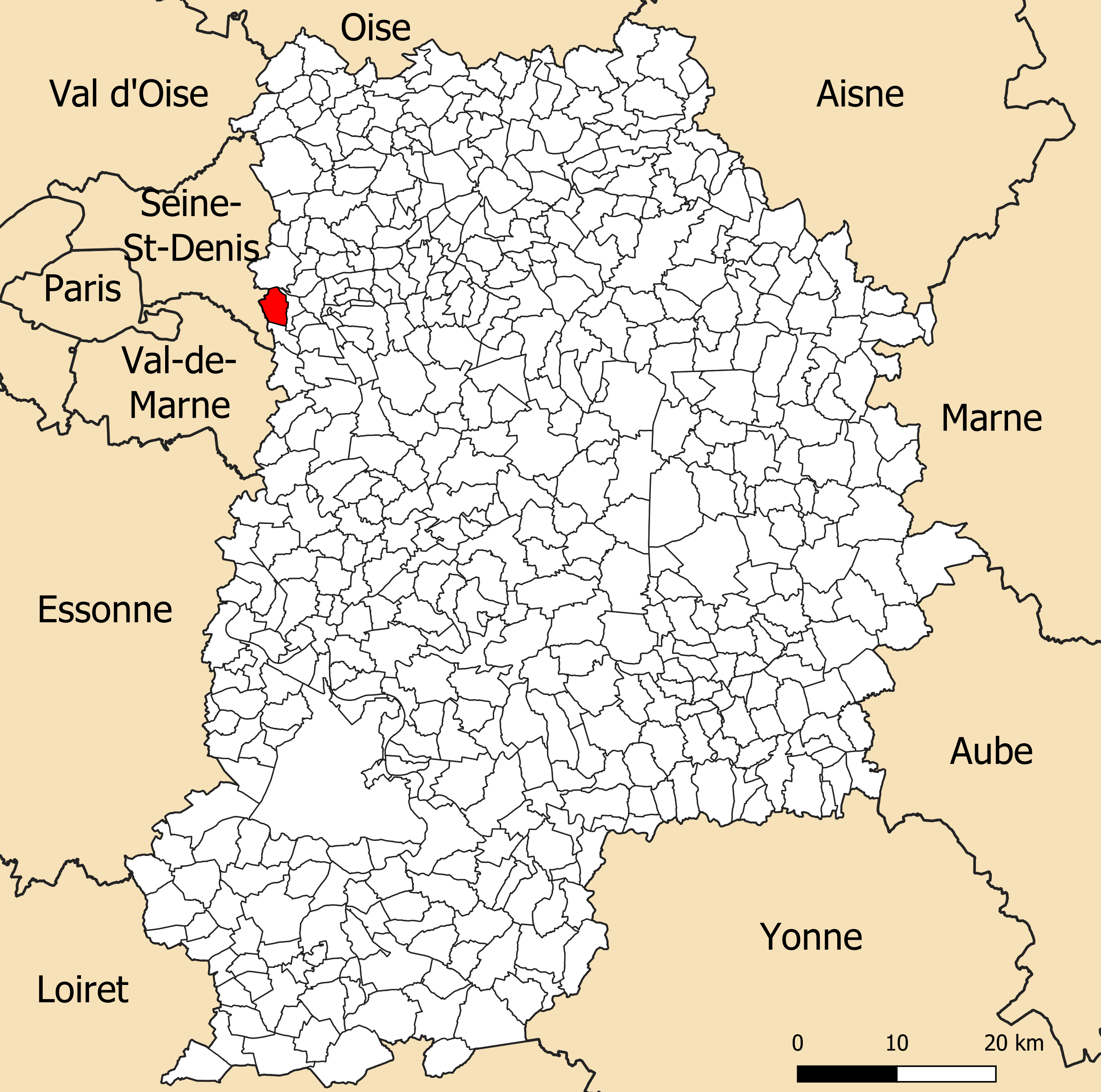

La commune est située à environ 24 kilomètres par la route du centre de Paris,.
Elle est bordée par cinq communes, la rivière Marne et la réserve naturelle régionale des îles de Chelles, l'autoroute A4. Elle se trouve ainsi entre :
- au nord, la rive gauche de la rivière Marne sur un peu moins d'un kilomètre[2] avec le chapelet d’îles et d’îlots de la réserve naturelle régionale des îles de Chelles[3] et la ville de Chelles ;
- au sud, l’autoroute A4 qui la sépare d’Émerainville sur environ 2 km ;
- à l’ouest, le Département de la Seine-Saint-Denis avec les communes de Gournay-sur-Marne au nord-ouest et de Noisy-le-Grand au sud-ouest ;
- à l’est, la commune de Noisiel.

### Communes limitrophes

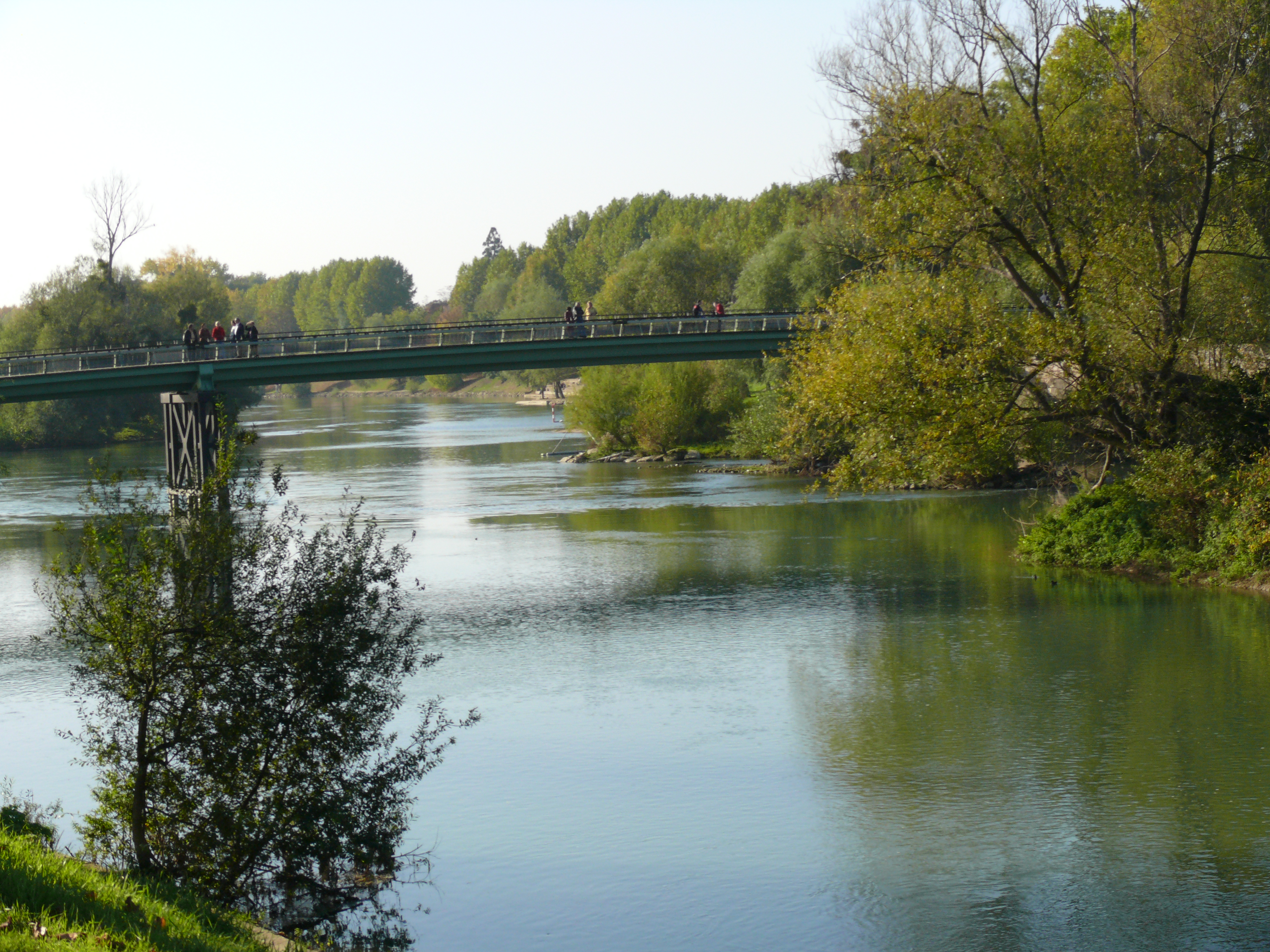
Passerelle du Moulin au-dessus de la Marne, entre Gournay-sur-Marne (limite de Champs) et Chelles.

### Géologie et relief
Champs-sur-Marne est située sur le flanc du plateau calcaire de la Brie aux abords de la Marne. Le lit de la Marne et le ru de Merdereau ont façonné le relief du plateau qui descend en pente douce vers la rivière du sud au nord. L’altitude va de 114 mètres au sud-est dans le bois de la Grange à 36 mètres au nord sur les bords de Marne.

### Hydrographie

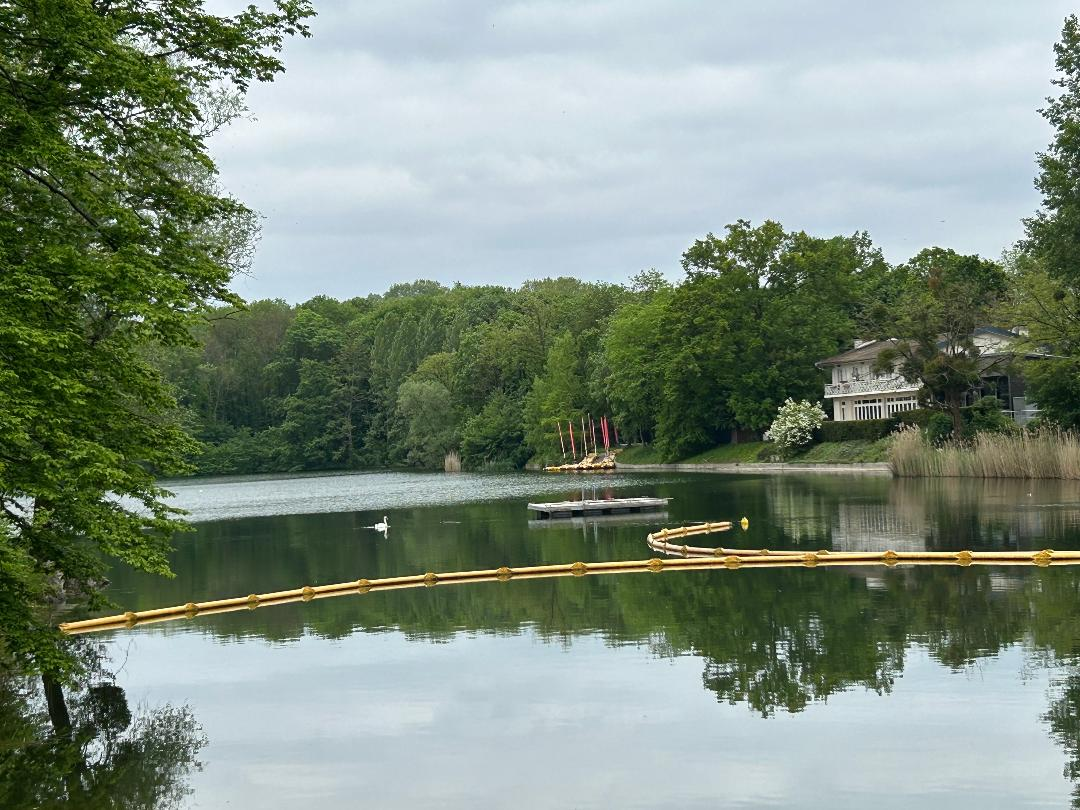
Base de loisirs.

Deux ruisseaux coulent vers la Marne qui délimite la ville au nord :
- le ru de Nesles (non référencé par SANDRE et la SIGES[5].) qui a donné son nom au quartier du Nesles, n'est aujourd'hui plus visible parce qu'il a été busé avec l'urbanisation.
- le ru du Merdereau ou cours d'Eau 01 de la Commune de Champs-sur-Marne, 7,5 km[6], affluent de la Marne. Il prend sa source à Émerainville dans le bois du Boulay. Il alimente ensuite deux plans d'eau : les étangs de Malnoue sud et nord. Puis il entre à Champs-sur-Marne par le sud et l'étang de la Haute-Maison dans le bois de la Grange, continue jusqu'à l'étang de Bailly dans le bois de Grâce et descend jusqu'à la Marne.

La longueur linéaire globale des cours d'eau sur la commune est de 4,91 km.
Sept étangs se trouvent sur la commune :
- L'étang de Nesles et l'étang du Bourvallais dans le quartier du Nesles
- L'étang de la Maréchale et l'étang du bois de Grâce (ou de la Perruche) dans le quartier du Bois de Grâce
- L'étang de la Haute-Maison et l'étang de Bailly situés entre le Luzard, Pablo Picasso et la cité Descartes.
- L'étang[7] de la base de loisirs de la Seine-Saint-Denis (12 hectares) Son accès[8] est dédié aux groupes, principalement des scolaires, de cette collectivité.

Les hauts fonds de la Marne et les îles à hauteur de Champs - Gournay ont toujours constitué le plus important lieu de franchissement de la Marne entre Lagny et Paris. D’ailleurs jusqu’au XVIe siècle, le roi de France et les plus grands seigneurs se sont disputés ce passage, soit pour défendre Paris, soit pour l’attaquer. L’importance stratégique de cette portion de Marne à travers les âges s’explique par la présence dans le lit du fleuve entre les îles de Chelles et l’actuelle mairie de Gournay-sur-Marne d’une plate forme géologique naturelle formant des hauts fonds sur environ un kilomètre et constituant le passage à gué le plus propice et le plus facile, en eaux normales et basses, entre Lagny et Paris.

### Climat
Pour des articles plus généraux, voir Climat de l'Île-de-France et Climat de Seine-et-Marne.
En 2010, le climat de la commune est de type climat océanique dégradé des plaines du Centre et du Nord, selon une étude du CNRS s'appuyant sur une série de données couvrant la période 1971-2000. En 2020, Météo-France publie une typologie des climats de la France métropolitaine dans laquelle la commune est exposée à un climat océanique altéré et est dans la région climatique Sud-ouest du bassin Parisien, caractérisée par une faible pluviométrie, notamment au printemps (120 à 150 mm) et un hiver froid (3,5 °C).
Pour la période 1971-2000, la température annuelle moyenne est de 11,1 °C, avec une amplitude thermique annuelle de 15 °C. Le cumul annuel moyen de précipitations est de 693 mm, avec 10,6 jours de précipitations en janvier et 7,8 jours en juillet. Pour la période 1991-2020, la température moyenne annuelle observée sur la station météorologique la plus proche, située sur la commune de Torcy à 4 km à vol d'oiseau, est de 12,1 °C et le cumul annuel moyen de précipitations est de 716,4 mm,. Pour l'avenir, les paramètres climatiques de la commune estimés pour 2050 selon différents scénarios d'émission de gaz à effet de serre sont consultables sur un site dédié publié par Météo-France en novembre 2022.
| Mois                                  | jan.            | fév.           | mars          | avril         | mai            | juin          | jui.           | août           | sep.          | oct.            | nov.            | déc.            | année      |
| ------------------------------------- | --------------- | -------------- | ------------- | ------------- | -------------- | ------------- | -------------- | -------------- | ------------- | --------------- | --------------- | --------------- | ---------- |
| Température minimale moyenne (°C)     | 2,2             | 2,3            | 4             | 6,1           | 9,6            | 12,7          | 14,6           | 14,2           | 11,2          | 8,8             | 5,1             | 2,9             | 7,8        |
| Température moyenne (°C)              | 4,8             | 5,6            | 8,3           | 11,2          | 14,6           | 18            | 20,1           | 19,8           | 16,3          | 12,8            | 8,1             | 5,5             | 12,1       |
| Température maximale moyenne (°C)     | 7,4             | 8,9            | 12,6          | 16,2          | 19,7           | 23,2          | 25,6           | 25,5           | 21,5          | 16,8            | 11,1            | 8               | 16,4       |
| Record de froid (°C) date du record   | −12,6 07.01.09  | −11,4 07.02.12 | −8,6 01.03.05 | −3,3 06.04.21 | 0,4 07.05.1997 | 2,8 04.06.01  | 6,6 13.07.1993 | 5,8 28.08.1998 | 2 30.09.18    | −3,4 30.10.1997 | −9,7 24.11.1998 | −9,6 29.12.1996 | −12,6 2009 |
| Record de chaleur (°C) date du record | 17,3 05.01.1999 | 20,9 27.02.19  | 26,2 31.03.21 | 28,8 20.04.18 | 31,6 27.05.05  | 36,6 27.06.11 | 42,1 25.07.19  | 39,7 11.08.03  | 35,7 08.09.23 | 28,7 02.10.11   | 21,9 07.11.15   | 17,8 07.12.00   | 42,1 2019  |
| Précipitations (mm)                   | 57,2            | 53,2           | 52,5          | 50            | 71,3           | 57,6          | 60,5           | 66,1           | 53,3          | 60,5            | 59,5            | 74,7            | 716,4      |

### Milieux naturels et biodiversité
L’inventaire des zones naturelles d'intérêt écologique, faunistique et floristique (ZNIEFF) a pour objectif de réaliser une couverture des zones les plus intéressantes sur le plan écologique, essentiellement dans la perspective d’améliorer la connaissance du patrimoine naturel national et de fournir aux différents décideurs un outil d’aide à la prise en compte de l’environnement dans l’aménagement du territoire.
Le territoire communal de Champs-sur-Marne comprend trois ZNIEFF de type 1, : 
- les « Bois de la Grange et Étang de Gibraltar » (69,72 ha)[16] ;
- la « La Marne à Vaires-sur-Marne » (89,54 ha), couvrant 8 communes dont 7 en Seine-et-Marne et 1 dans la Seine-Saint-Denis[17] ;
- les « Parc de Champs et Parc de Noisiel » (68,33 ha), couvrant 2 communes du département[18] ;

et deux ZNIEFF de type 2, : 
- les « Bois de Saint-Martin et bois de Célie » (892,6 ha), couvrant 6 communes dont 4 en Seine-et-Marne, 1 dans la Seine-Saint-Denis et 1 dans le Val-de-Marne[19] ;
- la « vallée de la Marne de Gournay-sur-Marne à Vaires-sur-Marne » (1 336,91 ha), couvrant 9 communes dont 8 en Seine-et-Marne et 1 dans la Seine-Saint-Denis[20].

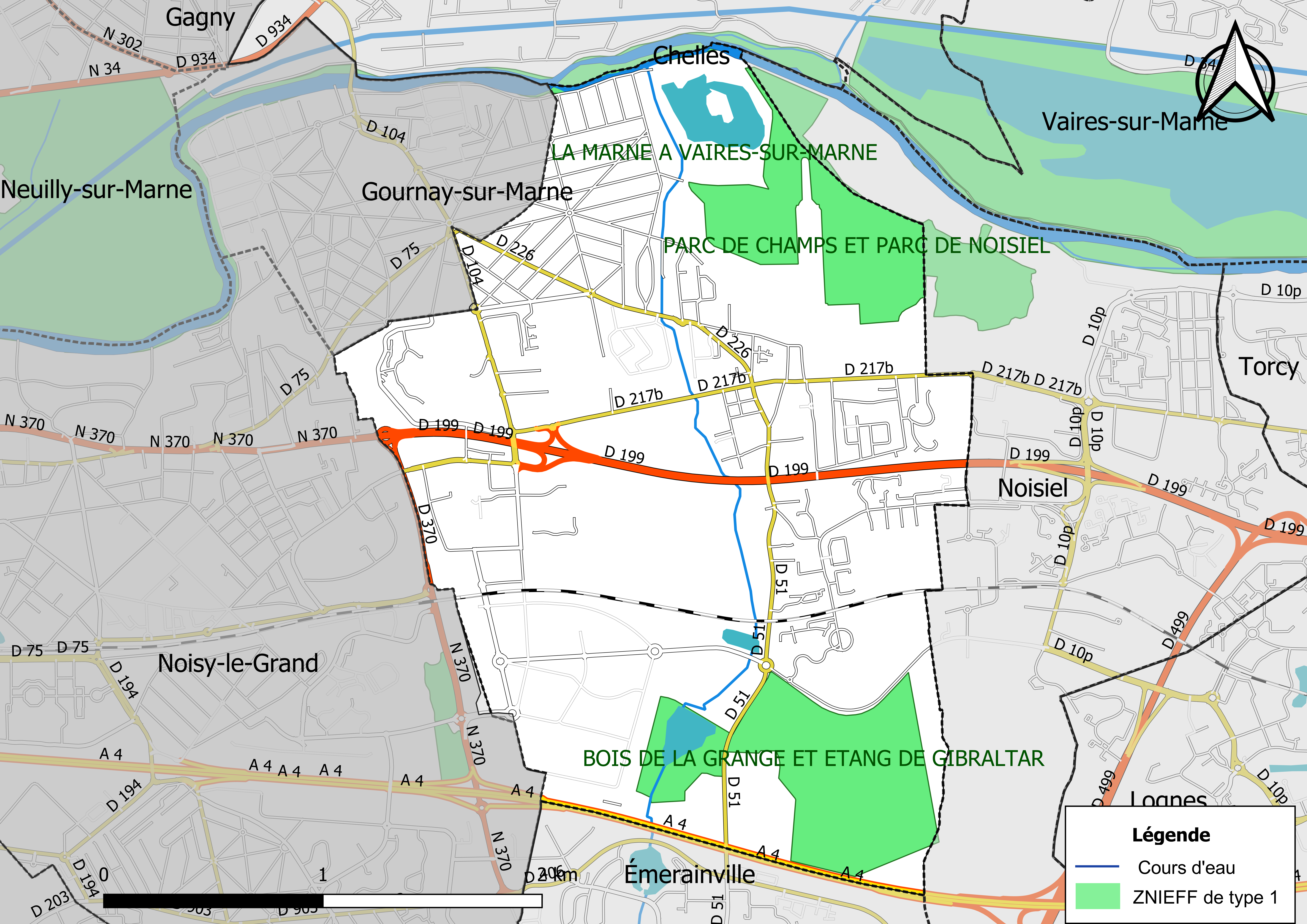
Carte des ZNIEFF de type 1 de la commune.
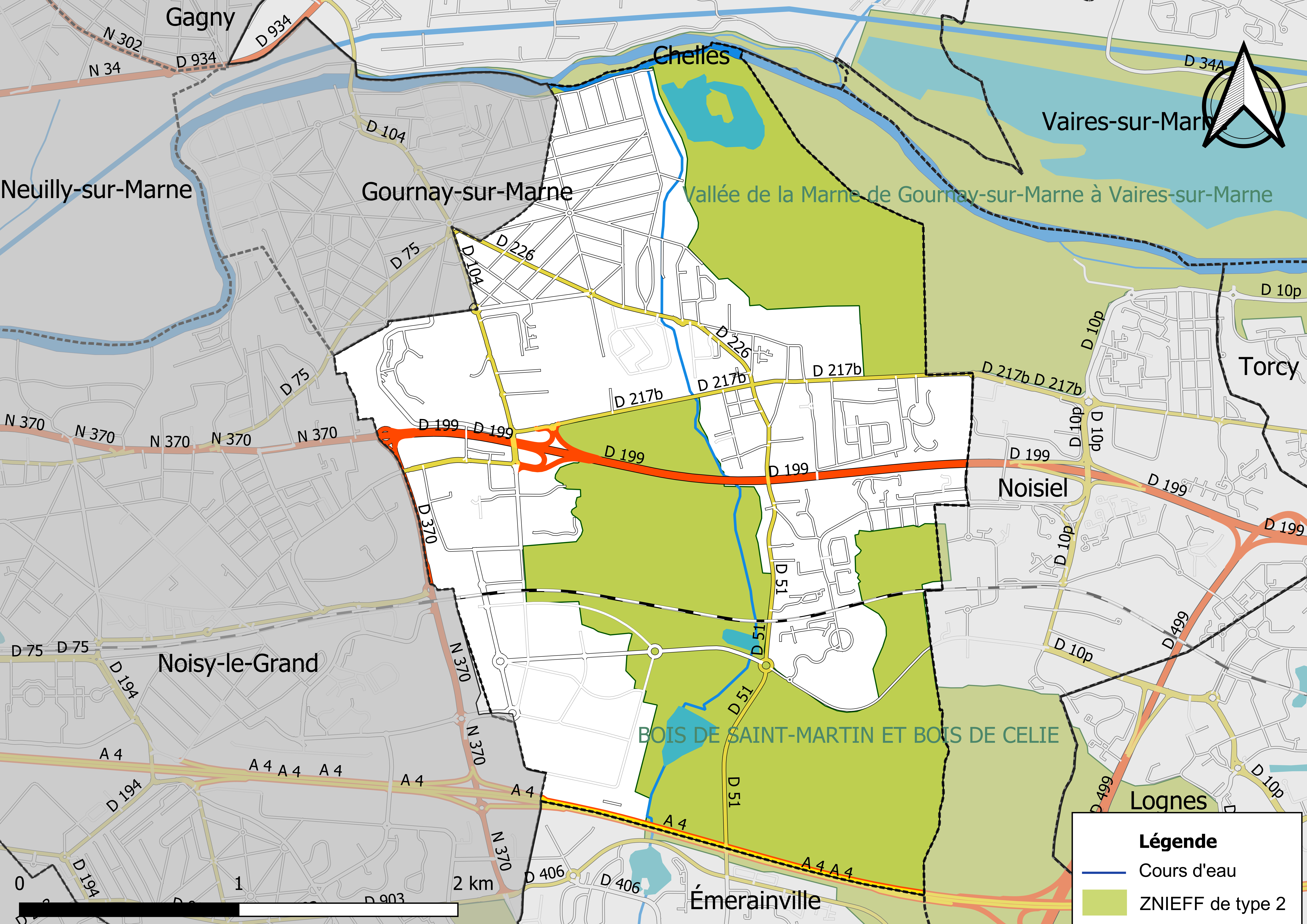
Carte des ZNIEFF de type 2 de la commune.

## Urbanisme

### Typologie
Au 1er janvier 2024, Champs-sur-Marne est catégorisée grand centre urbain, selon la nouvelle grille communale de densité à sept niveaux définie par l'Insee en 2022.
Elle appartient à l'unité urbaine de Paris, une agglomération inter-départementale regroupant 407  communes, dont elle est une commune de la banlieue,,. Par ailleurs la commune fait partie de l'aire d'attraction de Paris, dont elle est une commune du pôle principal,. Cette aire regroupe 1 929 communes,.

### Lieux-dits et écarts
La commune compte 24 lieux-dits administratifs répertoriés consultables ici.

### Quartiers

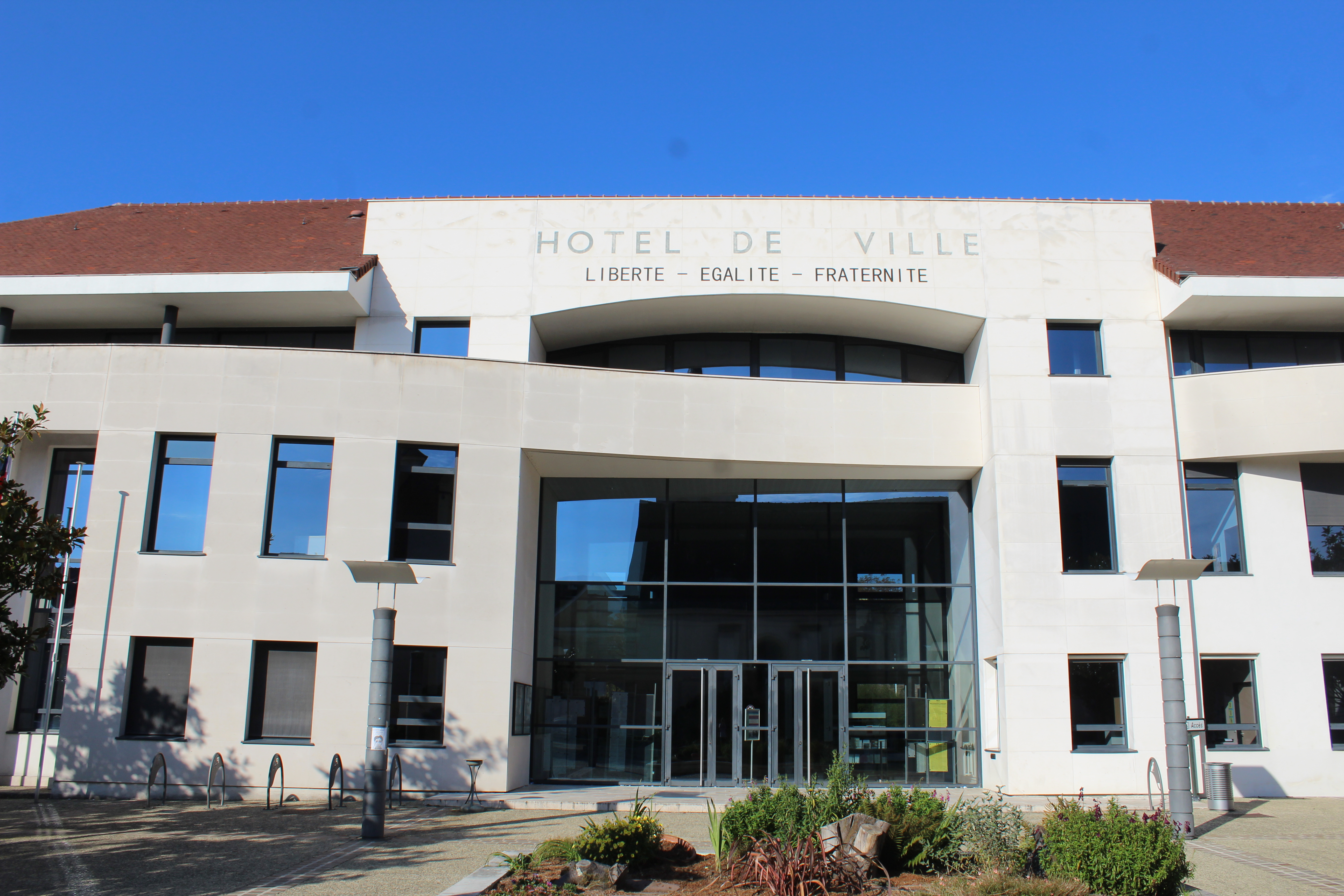
La mairie de Champs-sur-Marne.

La commune de Champs-sur-Marne est divisée en quartiers. Ils sont souvent utilisés par les habitants pour se repérer. En effet, la ville est éclatée, notamment par la présence du bois de Grâce en son centre, de la ligne du RER A et de l'autoroute A199 qui la traversent d'est en ouest. Il peut donc être difficile de s'y retrouver. Le Vieux Champs désigne le quartier historique autour de l'église, de la mairie et du château.

#### Centre-ville
Le quartier de la mairie ou du centre-ville est situé non loin du Château de Champs-sur-Marne classé monument historique. La mairie-école a été entièrement rasée et reconstruite en plus grand aux alentours des années 2000.

#### Bois de Grâce
Il s'agit d'un des tout  premiers quartiers d'habitation créé lors de l'extension de la ville dans le cadre de la création de la ville nouvelle de Marne-la-Vallée, aux alentours des années 1980-1985. Le centre social et culturel Georges-Brassens est dans ce quartier.

#### Bords de Marne
En 1925, Edmond Bernheim, l’un des plus importants promoteurs immobiliers de France, rachète des terres agricoles à Champs-sur-Marne pour y construire la zone pavillonnaire du quartier des Bords de Marne. Cette zone pavillonnaire bâtie principalement durant l'entre-deux-guerres constitue un vaste quartier délimité par Gournay-sur-Marne à l'ouest, le rond-point des Pyramides, le boulevard de la République, la place Matteotti, l'avenue Jean-Jaurès et le rond-point du 19 mars 1962 (Accords d'Évian) au sud, la Marne au nord et le parc du château de Champs à l'est. Traversé à l'est par le ru de Merdereau, ce quartier résidentiel est quadrillé par des rues bordées d'arbres taillés. Au centre du quartier, le rond-point de l'ancien marché se situe à l'intersection de quatre voies qui forment une étoile à huit branches. Ce quartier accueille des équipements comme la salle Jean-Hallais, le stade municipal Lionel-Hurtebize et le groupe scolaire Olivier-Paulat. Un marché s'y est tenu jusque vers 1970 (rond-point de l'ancien marché). En 1985, dans le cadre d'un plan de prévention du risque inondation (PPRI), des travaux ont été réalisés par le conseil général de Seine-et-Marne : mise en place de murettes et pompes anti-crue pour pallier les éventuelles débordements de la Marne dans ce secteur. Ce quartier est un accès aux bords de la Marne permettant des balades cyclistes et pédestres.

#### Pablo Picasso
Le quartier Pablo-Picasso se situe entre la cité Descartes, le Luzard et le bois de la Grange qui jouxte Émerainville. Il s'agit, comme pour le bois de Grâce d'un quartier d'habitations né lors de la création de Marne-la-Vallée. Ce quartier est centré autour de la place Pablo-Picasso.

#### Le Nesles ou les Pyramides

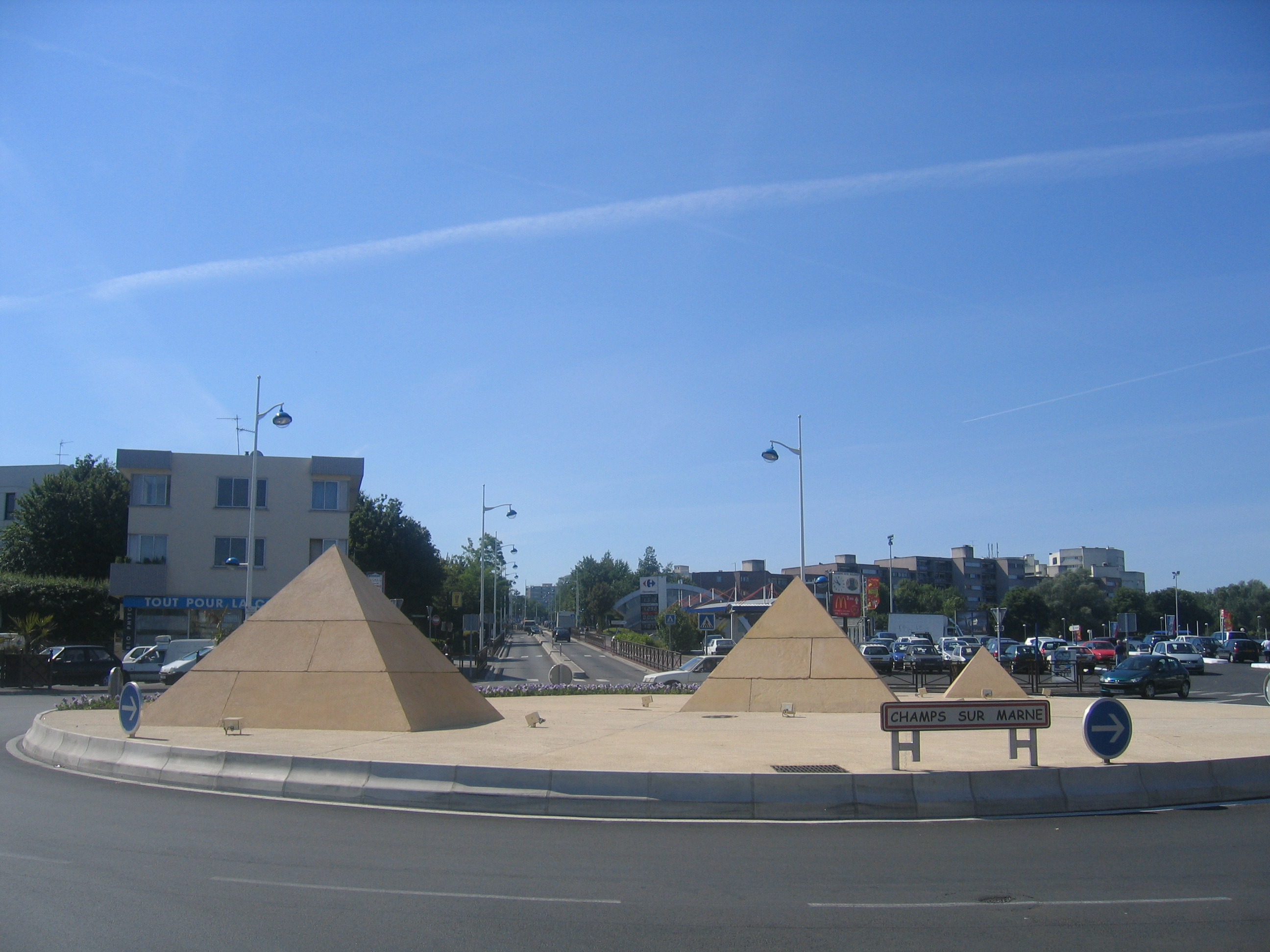
Le rond-point des Pyramides.

Le quartier du Nesles est proche de Gournay-sur-Marne et Noisy-le-Grand. Il est nommé ainsi parce qu'il est situé le long du ru de Nesles. Il est aussi appelé le quartier des Pyramides à cause de la résidence du même nom. Les immeubles de cette résidence ont, en effet, une forme de pyramide. Le quartier des Pyramides a été construit de 1973 à 1975 par le cabinet d'architectes "Andrault & Parat" avec l'urbaniste de l'EPA Marne Michel Macary. Depuis 2005, à la suite du réaménagement de l'avenue des Pyramides, un nouveau rond-point accueille une reproduction à échelle réduite et selon la même disposition, des pyramides de Gizeh avec le Sphinx et le Nil (représenté par une coulée végétale). La plupart des résidences de ce quartier ont été construites entre 1970 et 1985.

#### Le Luzard
Le Luzard est situé entre Noisiel, le centre-ville, le quartier Pablo-Picasso et le Bois de Grâce. Il s'agit d'un quartier constitué principalement d'immeubles collectifs. La majeure partie du quartier se trouve sur la commune de Noisiel.

#### Cité Descartes
La Cité Descartes est un quartier récent nommé ainsi en l'honneur du philosophe René Descartes. Y ont notamment été installés le lycée René-Descartes et le campus Descartes comprenant l'Université Gustave Eiffel ainsi que des grandes écoles comme l'École nationale des ponts et chaussées (École des Ponts ParisTech), l'ENSG ou encore ESIEE Paris. Au cœur de la cité Descartes se trouve la gare du RER A Noisy-Champs à cheval entre Champs-sur-Marne et Noisy-le-Grand. Ce quartier d'universités et de grandes écoles accueille 18 000 étudiants. La cité Descartes est proche du quartier de Noisy-le-Grand dit le Champy (contraction de Champs et de Noisy).

### Occupation des sols

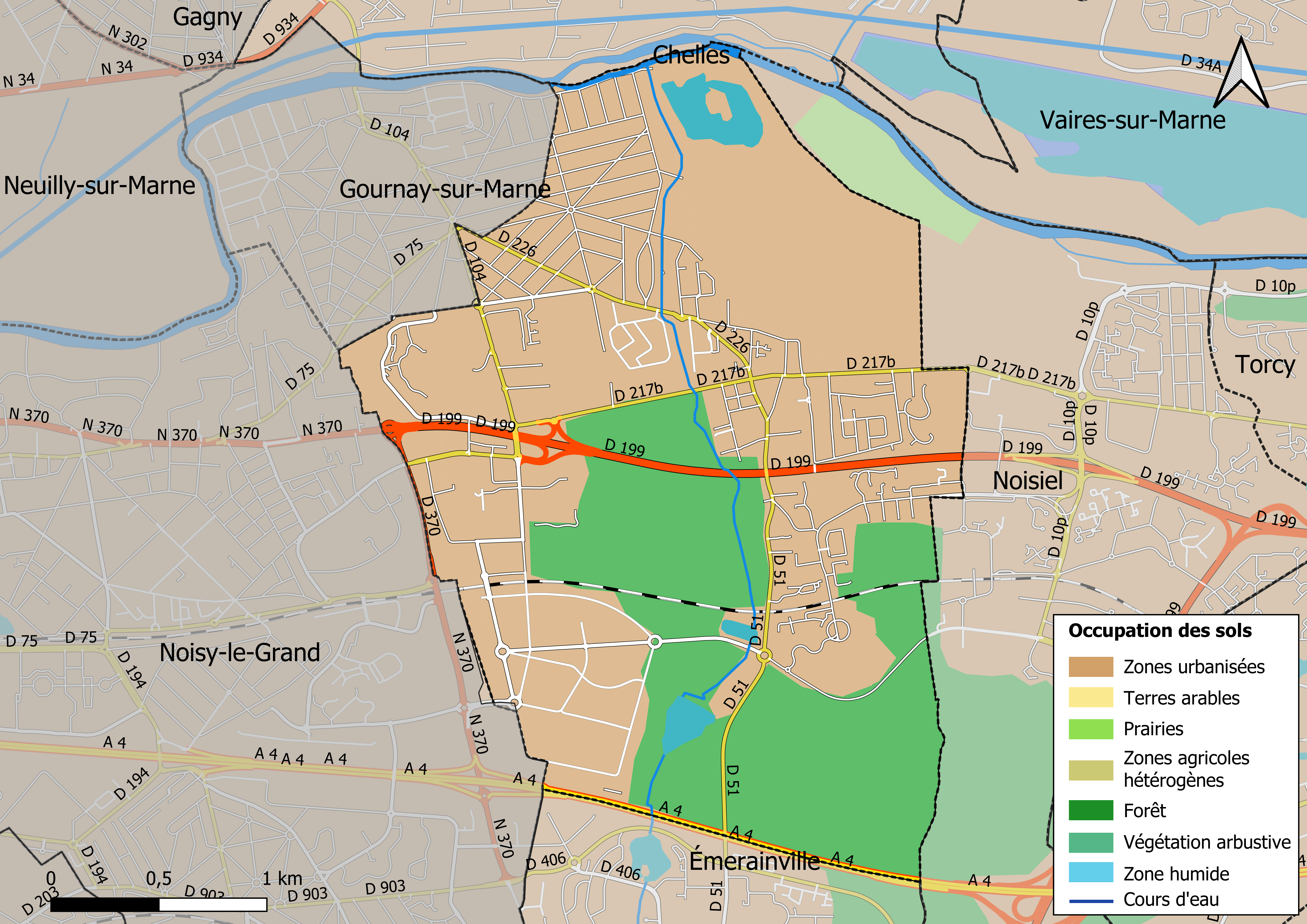
Carte des infrastructures et de l’occupation des sols en 2018 de la commune de Champs-sur-Marne

En 2018, le territoire de la commune se répartit en 40 % de zones urbanisées, 29,5 % de forêts, 15,7 % d’espaces verts artificialisés non agricoles, 14,8 % de zones industrielles commercialisées et réseaux de communication et < 0,5 % de prairies,.

### Logement
En 2016, le nombre total de logements dans la commune était de 10 565 dont 29,2 % de maisons et 67,8 % d'appartements.
Parmi ces logements, 94,6 % étaient des résidences principales, 1,2 % des résidences secondaires et 4,2 % des logements vacants.
La part des ménages fiscaux propriétaires de leur résidence principale s'élevait t à 48,5 % contre 49,6 % de locataires dont, 25,9 % de logements HLM loués vides (logements sociaux) et, 1,9 % logés gratuitement.

### Voies de communication et transports

#### Voies routières

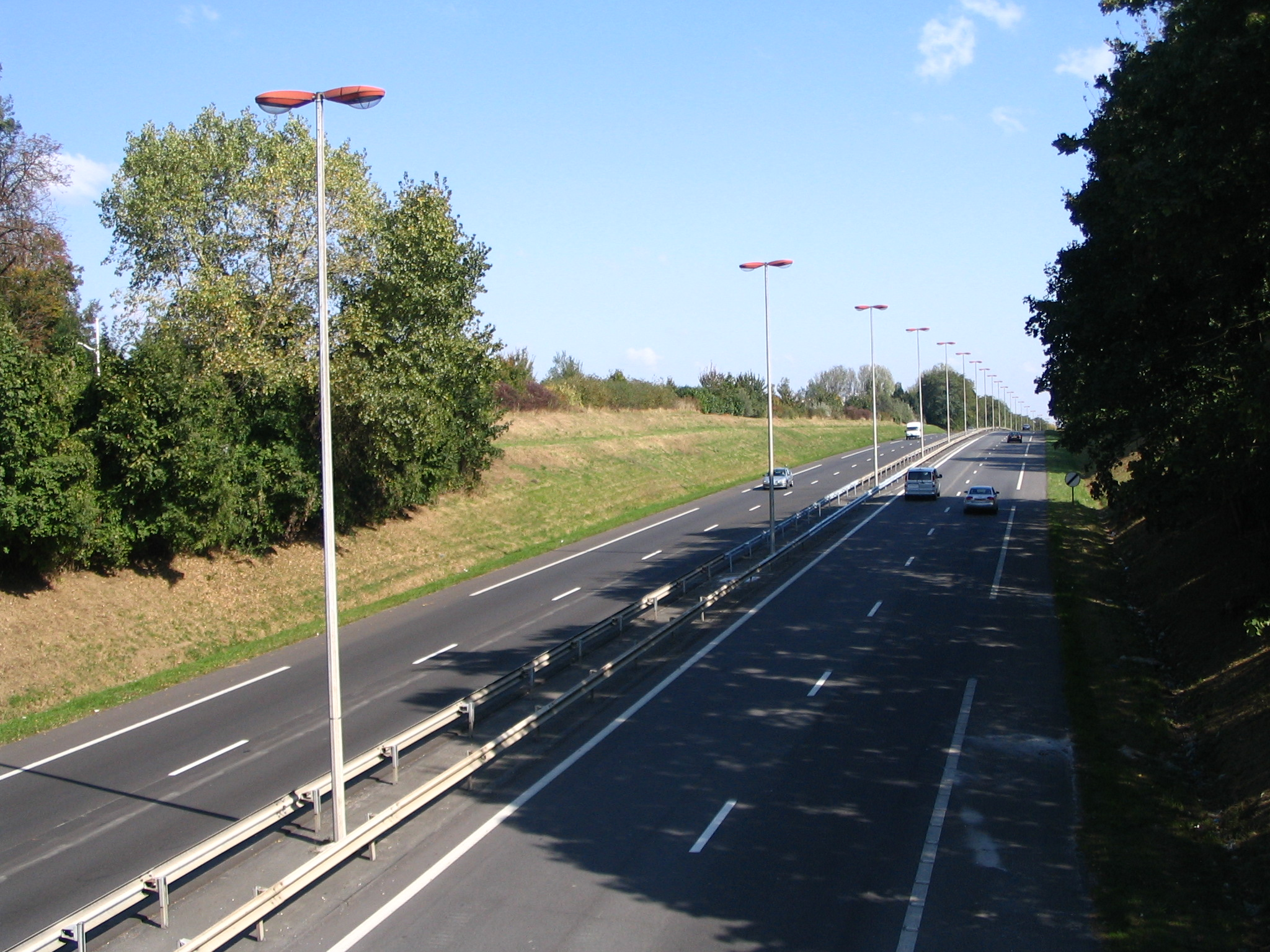
La A 199 en direction de Noisiel et Torcy vue depuis un pont à Champs-sur-Marne.

Champs-sur-Marne est située le long de l'autoroute A4, au niveau de la sortie  10. La ville est également reliée par l'intermédiaire de l'autoroute A 199, à deux autres villes du Val Maubuée : Noisiel et Torcy à l'est ainsi qu'à Noisy-le-Grand en Seine-Saint-Denis à l'ouest.
L'autoroute A4 et la proximité avec la Francilienne, en fait un lieu facilement accessible. Depuis le début des années 2000, une grande partie des carrefours routiers de la ville a été remplacée par des ronds-points qui fluidifient et sécurisent la circulation.

#### Transports en commun

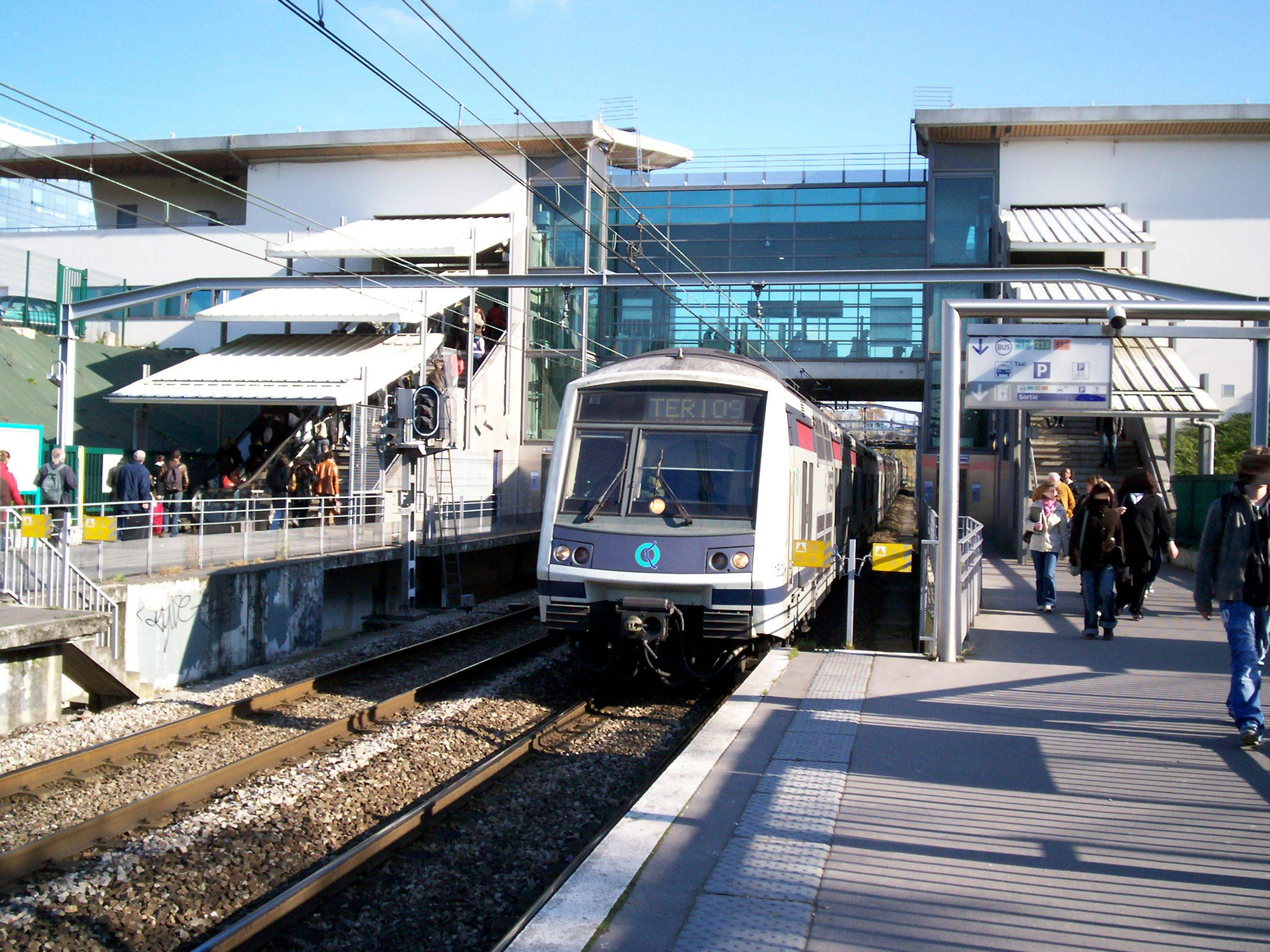
Un MI2N Altéo arrivant à Noisy-Champs en direction de Poissy.

Champs-sur-Marne est desservie par une gare de la ligne A du RER d'Île-de-France depuis le 19 décembre 1980, dont le nom complet est gare de Noisy-Champs - Champy-Nesles. La gare de Noisy-Champs est à cheval sur les communes de Noisy-le-Grand et de Champs-sur-Marne (environ 1/3 des quais sont sur la commune de Champs). L'entrée Ouest dessert Noisy-le-Grand, le quartier du Champy et le centre commercial du même nom. L'entrée Est dessert Champs-sur-Marne, le quartier de Nesles et la cité Descartes où se trouve l'Université Gustave-Eiffel.
La ligne A du RER d'Île-de-France permet d'accéder à la place de la Nation à Paris en 17 minutes, et d'arriver au cœur de Paris en 23 minutes. En outre, côté Est, elle permet d'arriver en vingt minutes au Parc Disneyland. En raison de sa forte fréquentation, la gare a été rénovée côté Champs-sur-Marne à la fin des années 1990 afin d'accueillir une « gare multimodale », permettant l'interconnexion avec les six lignes de bus et la ligne de Noctilien qu'elle dessert également :
- Lignes 212, 213, 220, 310, 312 et 320 du réseau de bus RATP. L'arrêt de Noisy-Champs RER des lignes 310 et 320 ne situent pas à Champs-sur-Marne mais à Noisy-le-Grand et ces bus ne passent pas par Champs-sur-Marne ;
- Ligne Express 100 du réseau de bus Marne et Seine ;
- Lignes 20b et 20c du réseau de bus de Marne-la-Vallée ;
- Lignes N34, N130 du Noctilien.

Les lignes de bus citées ci-dessus desservent Champs-sur-Marne bien sûr, mais également les villes de Noisy-le-Grand, Émerainville, Noisiel, Gournay-sur-Marne, Chelles, Lognes, Creteil et Torcy. La ligne de Noctilien permet de se déplacer en semaine jusqu'à Paris, entre minuit et six heures du matin. Elle suit approximativement le tracé de la ligne A du RER d'Île-de-France.
La ville est Ville amie des enfants (UNICEF). C'est également une ville Pédibus. Pour que les enfants se rendent à l'école en toute sécurité il existe 13 lignes Pédibus qui desservent les 10 écoles élémentaires de la ville.

#### Voies fluviales
La Marne n'est pas navigable entre Neuilly-sur-Marne et Vaires-sur-Marne, à cause du barrage de Noisiel situé près de l'ancienne chocolaterie Menier. La navigation passe par le canal de Chelles.
La profondeur de la Marne n'est pas suffisante en amont du château de Gournay-sur-Marne (présence des hauts fonds de la Réserve naturelle régionale des Îles de Chelles), les péniches ne peuvent donc pas y circuler. Les embarcations autorisées doivent avoir un faible tirant d'eau et naviguer à vitesse réduite (15 km/h au maximum).

#### Desserte aérienne

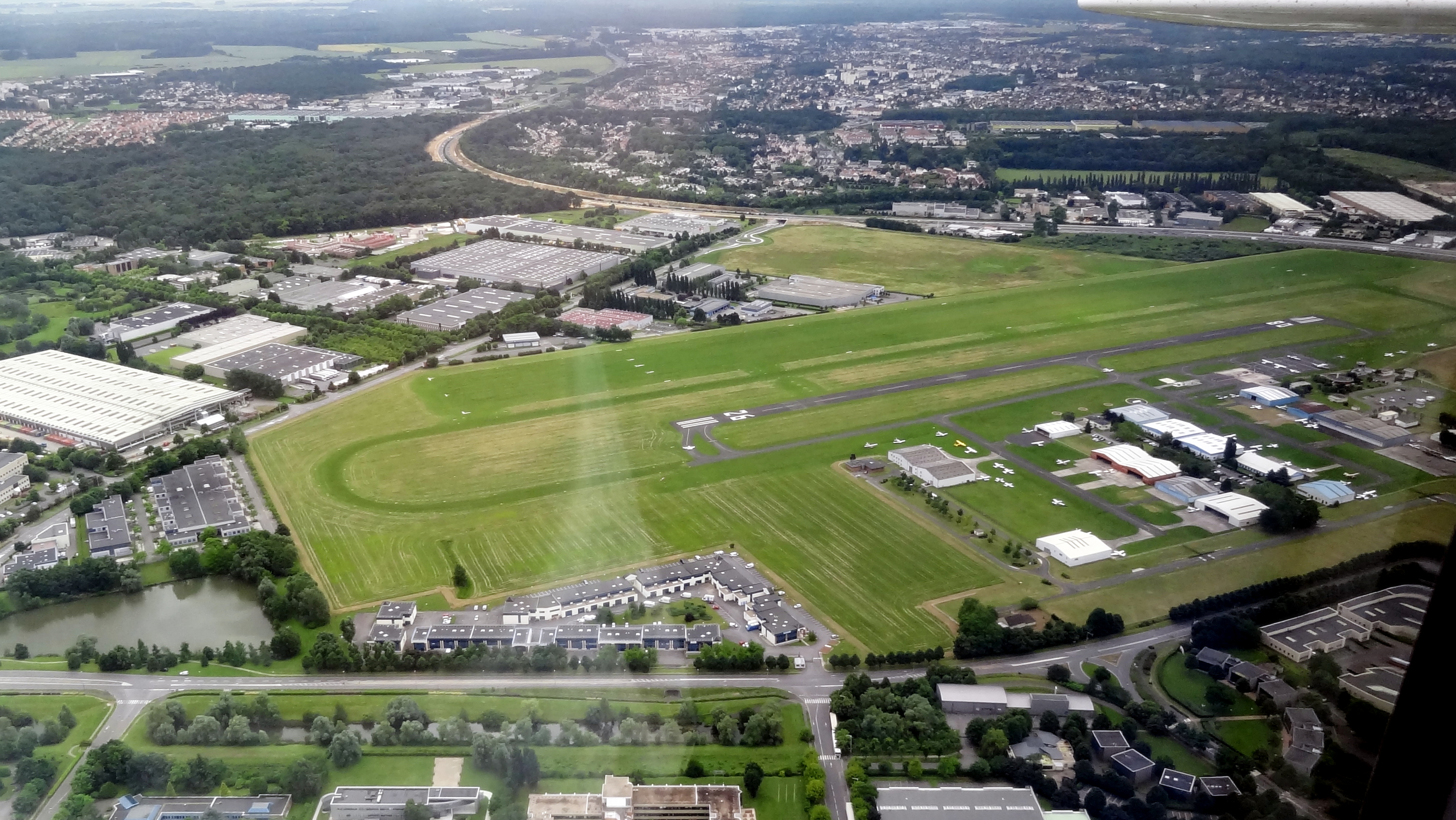
Aérodrome de Lognes-Émerainville, vue des installations.

Champs-sur-Marne est desservi depuis l'aérodrome de Lognes-Émerainville (Code OACI : LFPL). Cet aérodrome civil contrôlé est ouvert aux avions privés en vol à vue (VFR) de jour uniquement, et sur demande au trafic international. Il est utilisé pour la pratique d’activités de loisirs et de tourisme (aviation légère et hélicoptère) ainsi que pour l'aviation d'affaire et le taxi aérien. Il est exploité par la société Aéroports de Paris. Il est doté d'une piste 08/26 bitumée de 700 mètres de long sur 20 mètres de large équipée du système d'aide à l'atterrissage PAPI coté 26, et une piste 08/26 en herbe de 1 100 mètres de long sur 100 de large. L'aérodrome comporte une tour de contrôle, un service de carburant JET A1 et AVGAS, une boutique, un bar-restaurant.

#### Projets
Dans le cadre du volet transport du projet du Grand Paris, le futur métro automatique Grand Paris Express comprendra, à l’horizon 2025, outre la Ligne verte et la Ligne bleue, 2 lignes : la Ligne rouge qui sera une ligne en rocade de banlieue à banlieue et la Ligne orange entre l’est et le nord de la région parisienne, toutes deux en interconnexion avec la ligne A du RER à la gare de Noisy - Champs.

## Toponymie
Le nom de la localité est mentionné sous les formes Campus ; Apud Campos en 1165 et vers 1172 ; Campi super Maternam en 1336 ; Champs sur Marne en 1410 ; Champz sur Marne en 1464 ; Le fief, terre et seigneurie de Champs sur Marne en 1511 ; La maladrerie de Champs en 1697,.
Le lieu est nommé Champs en Brie par Saint-Simon dans ses Mémoires.
Il est fait référence à Champs, du latin : Campus (campagne cultivée, champ), lorsqu'au VIIe siècle Saint Babolein et Saint Fursy y bâtissent une église.
Le décret du 3 avril 1962 donne le nom officiel de Champs-sur-Marne à la commune de Champs.

## Histoire

### Chronologie

#### Antiquité
- Ier siècle av. J.-C. : la région est située en pays parisii. Ce peuple envoya des hommes à Vercingétorix combattre les Romains à Alésia.
- 260-274 : la région fait partie de l'Empire des Gaules.

#### Moyen Âge
- VIIe siècle : fondation d'une église par Saint Babolein et Saint Fursy dans un endroit appelé Campus.
- XIe siècle au XIIe siècle : migration des paroissiens du village de Malnoue, création de la paroisse de Champs.
- XIVe siècle au XVe siècle : après un court passage dans le domaine royal sous Charles V, la seigneurie de Champs est revendue à la maison d'Orgemont, puis revient par alliance à la maison de Montmorency.
- Il y avait autrefois, à Champs, une léproserie.

#### Temps modernes
- 1533 : l'église, détruite, est rebâtie.
- sous Henri III : la seigneurie est ensuite l'objet d'un échange entre les Montmorency et le roi.
- fin du XVIe siècle : Henri de Navarre, allié d'Henri III contre la Ligue catholique d'Henri de Guise, fait construire le fort de Gournay-sur-Marne et la dépendance attenante de Champs-sur-Marne afin de bloquer le ravitaillement des Ligueurs lors du siège de Paris.
- 1699 : le domaine est acheté par le fermier général Paul Poisson de Bourvallais ; celui-ci fait reconstruire le château dans le style Louis XIV sur les fondations de l'ancien ; les travaux se terminent en 1706.
- 1726 : Louis XV fait réunir Noisy-le-Grand, Lognes et Villiers-sur-Marne à sa baronnie de Champs. Son fils fait tracer les jardins du château.
- En 1755, le château appartient au duc de La Vallière.

en 1763 vente du Domaine à Gabriel Michel

#### Époque contemporaine
- 1892 : Le comte Louis Cahen d'Anvers acquiert le château de Champs-sur-Marne, qu'il fait restaurer par Walter-André Destailleur pour les bâtiments et par Achille Duchêne pour le parc. Sa famille le cède à l'État français en 1935.
- 1944 : Libération de Champs-sur-Marne en août
- 1959-1969 : Le Général de Gaulle reçoit de nombreux chefs d'État (surtout africains) au château de Champs-sur-Marne
- années 1960 : Création de la ville nouvelle de Marne-la-Vallée en 1965. Champs-sur-Marne appartient au secteur 2, Val Maubuée. En 1984, ce secteur devient le syndicat d'agglomération nouvelle du Val Maubuée. À terme, ce S.A.N. est appelé à disparaître, et sera remplacé par une communauté d'agglomération[46].

## Politique et administration

### Situation administrative
Champs-sur-Marne fait partie de l'arrondissement de Torcy et du canton de Champs-sur-Marne. Au niveau législatif, ce canton appartient à la huitième circonscription de Seine-et-Marne. Avec les communes voisines de Croissy-Beaubourg, Émerainville, Lognes, Noisiel et Torcy, Champs-sur-Marne forme le secteur II de Marne-la-Vallée. Ces six communes formaient la communauté d'agglomération de Marne-la-Vallée - Val Maubuée, disparu le 1er janvier 2016 par la création de la communauté d'agglomération Paris - Vallée de la Marne regroupant 3 agglomérations et 12 communes.

### Liste des maires
Lionel Hurtebize a été élu conseiller municipal (minoritaire), maire adjoint en 1971, puis maire seulement en 1977. Après l'élection d'un maire communiste à la Libération, les maires ont été soit socialistes (Olivier Paulat), soit radicaux (Marcel Beauvironnet) jusqu'en 1971. En 1971, Marcel Beauvironnet ayant été personnellement battu, tandis que sa liste restait majoritaire, c'est Philippe Molle, divers gauche, qui est devenu maire de 1971 à 1977. Lionel Hurtebize a été maire de Champs-sur-Marne pendant trois mandats successifs. Étant décédé avant la fin de son quatrième mandat en 1994, c'est Maud Tallet (PCF), professeur des collèges née le 16 juillet 1951, la première maire-adjointe et conseillère municipale qui assura l'intérim à partir du 27 septembre 1994 jusqu'à la fin du mandat, en juin 1995.
Lors des élections municipales de 1995 Maud Tallet (PCF) est élue maire face à Jacques Guerzi (RPR) avec plus de 52 % des voix. Elle est réélue lors des élections municipales de 2001 face à Thierry Dupont (RPR) avec plus de 53 % des voix ainsi qu'en 2014 contre Eric Bitbol avec 60,7% des voix.

### Politique environnementale
Le traitement des déchets recyclables via le « tri sélectif » a été mis en place à Champs-sur-Marne à la fin des années 1990.
Une déchèterie du syndicat mixte pour l'enlèvement et le traitement des résidus ménagers (Sietrem) est également à disposition des habitants sur la commune de Noisiel.

### Jumelages
| Ville | Ville           | Pays | Pays        |
| ----- | --------------- | ---- | ----------- |
|       | Bradley Stoke   |      | Royaume-Uni |
|       | Quart de Poblet |      | Espagne     |

## Population et société

### Démographie

#### Évolution démographique
Ses habitants sont appelés les Campésiens ou les Champesois. (77420)
La démographie de Champs-sur-Marne a augmenté de façon fulgurante à la fin des années 1970, lors de la création des « villes nouvelles » (et notamment celle du Val-Maubuée) attirant des habitants parisiens en proche banlieue. C'est à cette époque que des quartiers, et résidences entières ont été créées, comme le quartier du « Bois de Grâce » ou encore le quartier « Pablo Picasso »
L'évolution du nombre d'habitants est connue à travers les recensements de la population effectués dans la commune depuis 1793. Pour les communes de plus de 10 000 habitants les recensements ont lieu chaque année à la suite d'une enquête par sondage auprès d'un échantillon d'adresses représentant 8 % de leurs logements, contrairement aux autres communes qui ont un recensement réel tous les cinq ans,.

En 2022, la commune comptait 26 661 habitants, en évolution de +7,59 % par rapport à 2016 (Seine-et-Marne : +3,92 %, France hors Mayotte : +2,11 %).
| 1793 | 1800 | 1806 | 1821 | 1831 | 1836 | 1841 | 1846 | 1851 |
| ---- | ---- | ---- | ---- | ---- | ---- | ---- | ---- | ---- |
| 333  | 303  | 315  | 330  | 455  | 522  | 443  | 493  | 445  |

| 1856 | 1861 | 1866 | 1872 | 1876 | 1881 | 1886  | 1891  | 1896  |
| ---- | ---- | ---- | ---- | ---- | ---- | ----- | ----- | ----- |
| 494  | 580  | 700  | 710  | 813  | 929  | 1 106 | 1 356 | 1 558 |

| 1901  | 1906  | 1911  | 1921  | 1926  | 1931  | 1936  | 1946  | 1954  |
| ----- | ----- | ----- | ----- | ----- | ----- | ----- | ----- | ----- |
| 1 633 | 1 786 | 1 797 | 1 580 | 1 674 | 2 162 | 2 622 | 2 310 | 2 918 |

| 1962  | 1968  | 1975  | 1982   | 1990   | 1999   | 2006   | 2011   | 2016   |
| ----- | ----- | ----- | ------ | ------ | ------ | ------ | ------ | ------ |
| 3 793 | 4 446 | 5 095 | 16 739 | 21 611 | 24 553 | 24 499 | 24 499 | 24 780 |

| 2021   | 2022   | - | - | - | - | - | - | - |
| ------ | ------ | - | - | - | - | - | - | - |
| 25 695 | 26 661 | - | - | - | - | - | - | - |

En 2007, la commune compte, selon le maire, environ 40 % de logements sociaux et respecte donc la loi SRU du 13 décembre 2000, qui impose à cette commune d'Île-de-France un minimum de 20 % d'habitat social.

#### Pyramide des âges
La population de la commune est relativement jeune.
En 2018, le taux de personnes d'un âge inférieur à 30 ans s'élève à 44,1 %, soit au-dessus de la moyenne départementale (39,6 %). À l'inverse, le taux de personnes d'âge supérieur à 60 ans est de 17,0 % la même année, alors qu'il est de 19,9 % au niveau départemental.
En 2018, la commune comptait 12 248 hommes pour 13 362 femmes, soit un taux de 52,17 % de femmes, légèrement supérieur au taux départemental (51,31 %).
Les pyramides des âges de la commune et du département s'établissent comme suit.
| Hommes | Classe d’âge | Femmes |
| ------ | ------------ | ------ |
| 0,3    | 90 ou +      | 0,7    |
| 2,9    | 75-89 ans    | 3,8    |
| 12,3   | 60-74 ans    | 14,1   |
| 17,3   | 45-59 ans    | 17,8   |
| 21,1   | 30-44 ans    | 21,3   |
| 24,5   | 15-29 ans    | 22,1   |
| 21,6   | 0-14 ans     | 20,3   |

| Hommes | Classe d’âge | Femmes |
| ------ | ------------ | ------ |
| 0,4    | 90 ou +      | 1,2    |
| 4,9    | 75-89 ans    | 6,5    |
| 13,6   | 60-74 ans    | 14,3   |
| 20,2   | 45-59 ans    | 19,8   |
| 20,1   | 30-44 ans    | 20,6   |
| 19,2   | 15-29 ans    | 17,9   |
| 21,7   | 0-14 ans     | 19,7   |

#### La population de Champs-sur-Marne - revenu, âge, enfants, taux d’activité, de propriétaires, de célibataires et d’étrangers
Comparaison avec les 5 communes immédiatement voisines[Quand ?], les communes du Val-Maubuée et la commune parmi les plus riches d’Île-de-France (Neuilly-sur-Seine) et parmi les moins riches (Aubervilliers)[réf. nécessaire]
| Ville             | Code postal | Population  | Revenu (1) | Activité (2) | Âge (3) | Enfants (4) | Propriétaires (5) | Célibataires (6) | Etrangers (7) |
| ----------------- | ----------- | ----------- | ---------- | ------------ | ------- | ----------- | ----------------- | ---------------- | ------------- |
| Champs-sur-Marne  | 77420       | 24 553 hab. | 37 910 €   | 90 %         | 34 ans  | 3           | 50 %              | 42 %             | 10 %          |
| Noisy-le-Grand    | 93160       | 61 341 hab. | 35 960 €   | 89 %         | 35 ans  | 3           | 52 %              | 43 %             | 14 %          |
| Chelles           | 77500       | 48 100 hab. | 36 850 €   | 90 %         | 37 ans  | 3           | 62 %              | 39 %             | 9 %           |
| Gournay-sur-Marne | 93460       | 6 183 hab.  | 51 540 €   | 94 %         | 40 ans  | 3           | 80 %              | 36 %             | 5 %           |
| Noisiel           | 77186       | 15 502 hab. | 33 300 €   | 86 %         | 33 ans  | 3           | 47 %              | 45 %             | 14 %          |
| Émerainville      | 77184       | 7 027 hab.  | 43 080 €   | 90 %         | 32 ans  | 3           | 65 %              | 40 %             | 7 %           |
| Torcy             | 77200       | 21 595 hab. | 33 390 €   | 89 %         | 34 ans  | 3           | 48 %              | 43 %             | 14 %          |
| Lognes            | 77185       | 15 204 hab. | 34 630 €   | 88 %         | 30 ans  | 3           | 55 %              | 43 %             | 11 %          |
| Croissy-Beaubourg | 77183       | 2 236 hab.  | 54 900 €   | 93 %         | 35 ans  | 3           | 83 %              | 31 %             | 3 %           |
| Neuilly-sur-Seine | 92200       | 61 100 hab. | 93 090 €   | 91 %         | 42 ans  | 3           | 49 %              | 44 %             | 11 %          |
| Aubervilliers     | 93300       | 63 136 hab. | 23 180 €   | 79 %         | 40 ans  | 3           | 27 %              | 48 %             | 40 %          |

(1) Revenu moyen annuel brut par foyer en Euros 

(2) Taux d’activité des 20-59 ans (rapport entre le nombre d’actifs et la population totale) en % 

(3) Âge moyen de la population en années 

(4) Nombre d’enfants moyen par foyer 

(5) Part des foyers propriétaires de leur logement en % 

(6) Par des célibataire dans la population totale en % 

(7) Part des étrangers dans la population totale en %

### Enseignement et recherche
La commune est rattachée à l'académie de Créteil et fait partie de la zone C.

#### Établissements scolaires

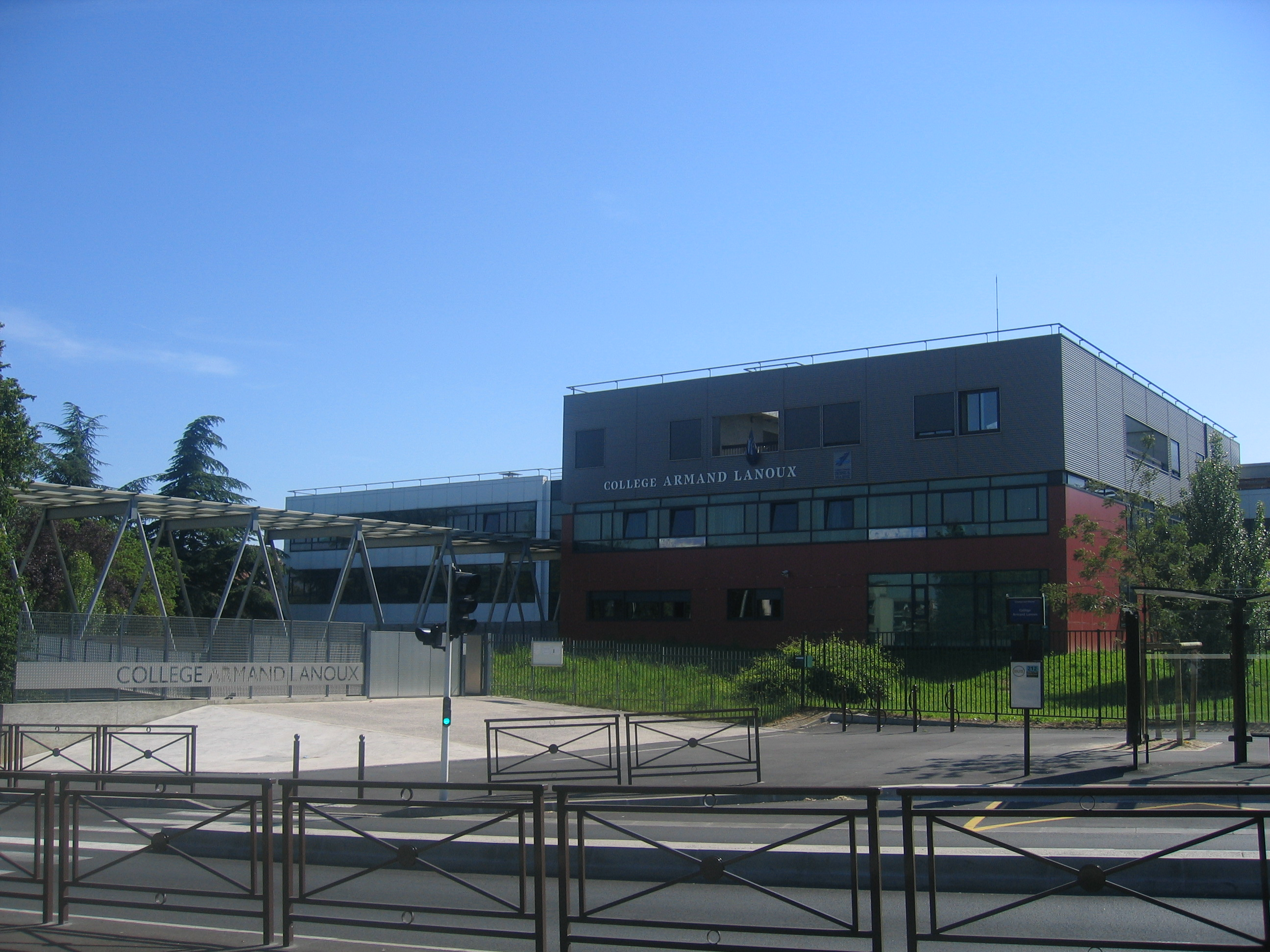
Le collège Armand-Lanoux rénové en 2004.

#### Organismes scientifiques, de formation des adultes et de recherche
Le Laboratoire de recherche des monuments historiques (LRMH), est un service du ministère de la Culture dépendant de la direction de l'Architecture et du Patrimoine (DAPA). Cet organisme est installé dans les communs ouest du château de Champs-sur-Marne. Son rôle consiste à accompagner certains chantiers de restauration de monuments historiques, de trouver des solutions de protection des matériaux face aux ravages de la pollution atmosphérique, principalement les ravages causés sur la pierre, et d'expérimenter de nouveaux procédés, comme le nettoyage au laser ou la biominéralisation.
Le Centre scientifique et technique du bâtiment (CSTB) est un établissement public à caractère industriel et commercial (EPIC) créé en 1947 et placé sous la tutelle du Ministère de l'Équipement et des Transports (France) chargé aussi du logement, de l’habitat et de la construction. Le siège de cet organisme est situé à Champs-sur-Marne, et il exerce quatre fonctions : la recherche, l'ingénierie innovante, l'évaluation de la qualité et la diffusion du savoir.
L'AFPA (Association nationale pour la formation professionnelle des adultes) : Campus de formation de Champs-sur-Marne accueille plus de 1 500 personnes par an notamment dans le cadre de la VAE (Valorisation des acquis de l’expérience), salariés et demandeurs d'emploi, qui viennent se former, se perfectionner ou valider leurs compétences. En contact permanent avec les entreprises, les branches professionnelles et les collectivités territoriales, le site AFPA de Champs est devenu un pôle de référence pour les physiciens-chimistes, les métiers du commerce, de la vente, de l'informatique et télécom, des bureaux d'études du bâtiment, de la restauration, de la maintenance des équipements bureautiques et des services à la personne.

#### Université et grandes écoles

Les locaux de l'école nationale des ponts et chaussées et de l'école nationale des sciences géographiques.

L'Université Gustave Eiffel et de nombreuses grandes écoles sont situées à Champs-sur-Marne, principalement regroupées dans le campus Descartes, situé dans la cité Descartes :
- Université Gustave Eiffel (UGE) et ses écoles composantes
  - École d'urbanisme de Paris (EUP)
  - École supérieure d'ingénieurs en électronique et électrotechnique de Paris (ESIEE)
  - École d'architecture de la ville et des territoires (EAVT)
  - École nationale des sciences géographiques (ENSG)
  - Institut universitaire de technologie de Marne-la-Vallée (IUT de Marne-la-Vallée)[61]
- École nationale des ponts et chaussées (ENPC)
- École supérieure d'ostéopathie (ESO)

### Vivre à Champs-sur-Marne

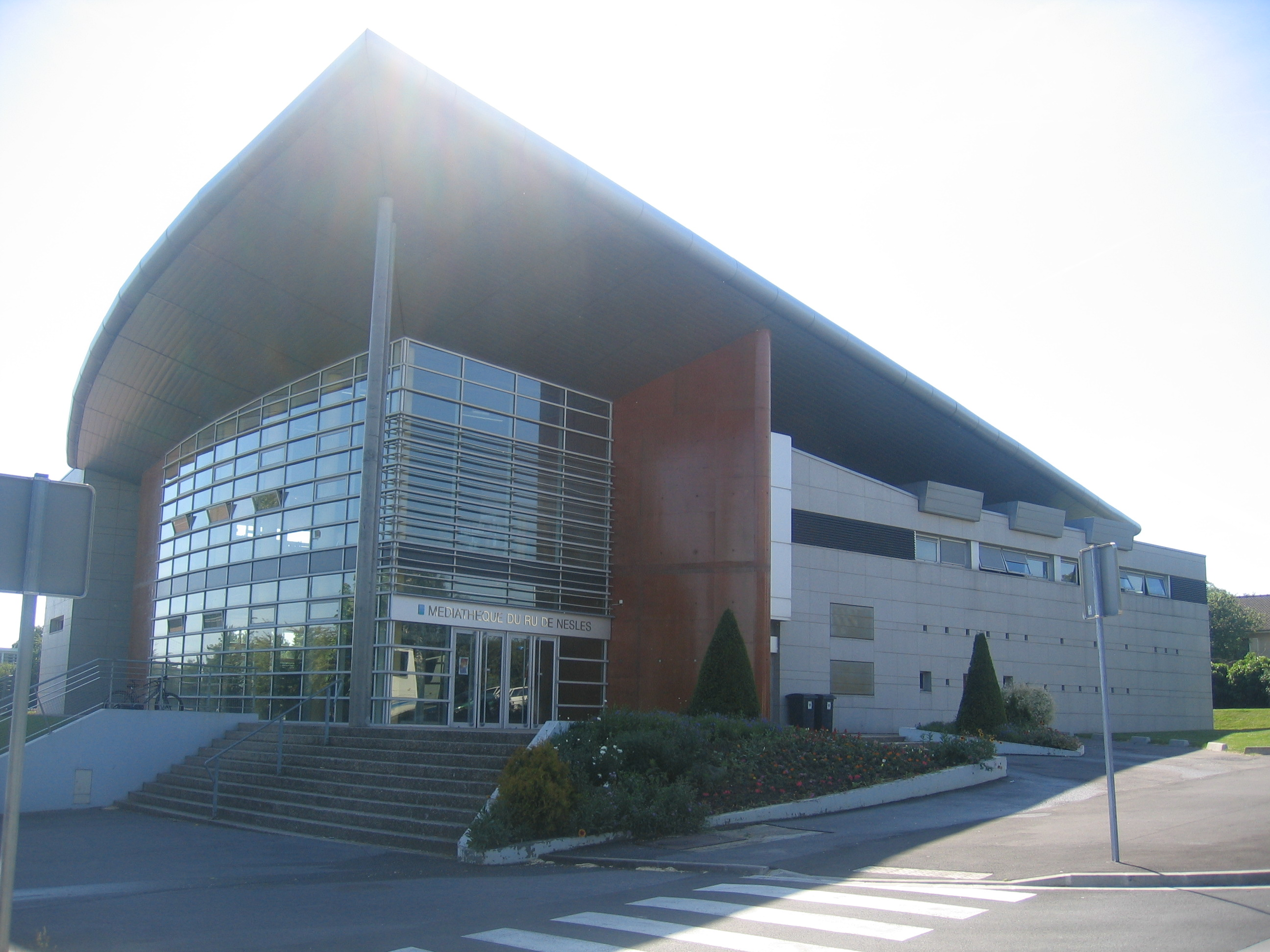
Médiathèque du Ru-du-Nesles

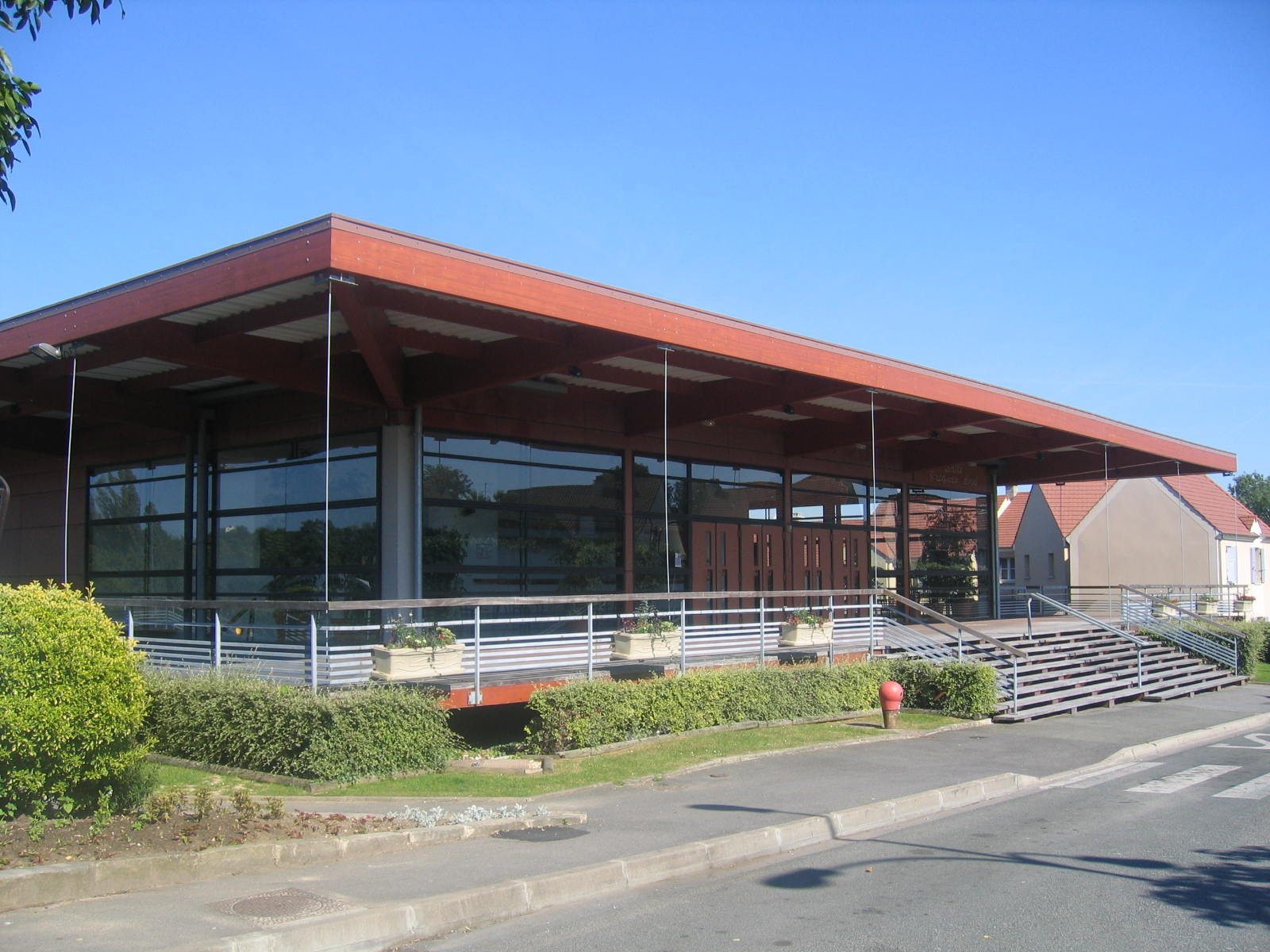
Salle Jacques-Brel.

C'est une ville de taille moyenne qui dispose d'un cadre de vie agréable : environ 50 % de sa superficie sont des espaces « verts et bleus » (bois, parcs, étangs, jardins familiaux et rivière Marne et ses berges).

#### Médias locaux
- TV : Canal Coquelicot (fermé)
- Radio FM : Vallée FM 98.4 (fermé)
- Presse quotidienne : Le Parisien – Édition Seine et Marne Nord
- Presse hebdomadaire : La Marne – Édition Marne-la-Vallée
- Presse municipale mensuelle : Champs-sur-Marne Magazine

#### Services
La ville a deux bureaux de Poste : rue de Chelles dans le quartier du centre-ville et dans la cité Descartes, 5 rue Ampère

#### Vie associative
La vie associative campésienne est découpée autour de deux espaces :
- Le centre social et culturel Georges-Brassens situé sur la place du quartier du Bois-de-Grâce
- La Maison Pour Tous Victor-Jara situé face aux Pyramides, dans le quartier du Nesles (sur le parking du centre commercial)

Ces deux pôles accueillent les activités diverses (loisirs, culturelles, sociale) ouvertes à tous. Une ludothèque accueille les jeunes enfants et leurs familles au centre social Georges-Brassens ainsi qu'à la Maison pour tous Victor Jara.

#### Activités musicales
Des activités musicales sont proposées par le centre social Georges-Brassens et à la M.P.T Víctor-Jara. Il est également possible de pratiquer la musique au sein de la structure : "École de musique et orchestre d’harmonie et Brass band de Champs sur Marne". Orchestre dirigé par Richard Long.

#### La médiathèque du Ru-du-Nesles
La médiathèque du Ru-du-Nesles située dans le quartier du Nesles, accueille une grande bibliothèque située juste à côté du collège Armand-Lanoux.
Construite aux environs de l'année 2000, elle possède une architecture moderne.
La salle Jacques Brel
La salle de spectacle Jacques-Brel située dans le centre-ville, accueille des spectacles musicaux ou d'humoristes, ainsi que des spectacles d'animation locale.

#### Sports
Infrastructures
La ville dispose des équipements suivants : 8 terrains de sport de proximité, 6 gymnases, 4 stades de football, 2 clubs de courts de tennis, un parcours sportif de canoë-kayak, des jardins familiaux, une aire de roller-skate, un pas de tir à l'arc, 1 terrain de pétanque et 2 sentiers de randonnée pédestre balisés.
Associations sportives
Les associations sportives de Champs-sur-Marne permettent de pratiquer les sports suivants :
- Athlétisme
- Basket
- Badminton
- Boxe française[63]
- Cyclisme[64]
- Football[65],[66]
- Football en salle[67]
- Handball
- Jardinage
- Judo[68]
- Karaté[69]
- Kyudo
- Natation[70]
- Pétanque
- Plongée sous-marine
- Rugby[71]
- Tennis[72]
- Tennis de table[73]
- Tir à l’arc[74]
- Volley

Associations culturelles proposant des sports
- Centre social et culturel Georges-Brassens[75]
- Les luzardins[76]
- Maison pour tous Victor-Jara[77]

Tir à l’Arc
Compagnie d’Arc de Champs créée en 1839 (il y a plus de 170 ans), c’est la plus ancienne association sportive de la commune.
Canoë-kayak
Le parcours sportif de canoë-kayak des Îles mortes, de niveau : « Pagaie Verte Eau Vive » se situe sur la Marne à hauteur des îles de Chelles.
Football en salle ou Futsal
Club de Champs-sur-Marne, fondé en 1997, évolue actuellement en Division 1 du Championnat d'Île-de-France de Futsal. Plusieurs de ses joueurs ont été sélectionnés en équipe nationale.
À son palmarès figure notamment :
- Le Championnat de France de Futsal (2001)
- La Coupe de France de Futsal (2002)
- Un titre de champion d'Île-de-France

Football de table
L'Élan Subbuteo Club de Champs-sur-Marne a été fondé en 1990. Son meilleur résultat en par équipe est 3e du Championnat de France en 2022. Il compte dans ses rangs la Championne du monde féminine de 2018.
Randonnée pédestre et le "GRP Ceinture Verte de l'Île-de-France"
Le sentier de Grande Randonnée de Pays (GRP) « Ceinture Verte de l'Île-de-France » fait le tour de l'Île-de-France. C’est une boucle d’une vingtaine de kilomètres de rayon. Elle peut être parcourue facilement en tronçons de gare à gare. La totalité de la ceinture fait 250 kilomètres. Son balisage est jaune/rouge, sauf lorsqu’il est commun avec un sentier de grande randonnée (GR) où dans ce cas le balisage blanc/rouge habituel est utilisé.
Ce GRP Ceinture Verte de l'Île-de-France passe par la promenade des Pâtis sur les berges de Marne, va vers Noisiel et La Queue en Brie au sud et traverse la Marne par la passerelle du Moulin pour se diriger au nord vers Montfermeil et Vaujours.
Jardinage
Les Jardins familiaux du Nesles organisent et gèrent les parcelles de jardins mises à disposition par la commune et destinées aux Campésiens et veillent à leur entretien dans un esprit de convivialité, d’échanges et de mixité sociale et dans le respect du règlement intérieur.

#### Santé
Il n'existe pas d'établissement hospitalier sur la commune. Champs-sur-Marne est rattaché au Centre Hospitalier de Marne-la-Vallée de Jossigny.

## Économie

### Revenus de la population et fiscalité
En 2018, le nombre de ménages fiscaux de la commune était de 8 953 (dont 60 % imposés), représentant 23 167 personnes et la  médiane du revenu disponible par unité de consommation  de 22 390 euros, le 1er décile étant de 11 590 euros avec un rapport interdécile de 3,4.

### Emploi
En 2018, le nombre total d’emplois dans la zone était de 9 599, occupant 10 915 actifs  résidants (dont 16 % dans la commune de résidence et 84 % dans une commune autre que la commune de résidence).
Le taux d'activité de la population (actifs ayant un emploi) âgée de 15 à 64 ans s'élevait à 62,5 % contre un taux de chômage de 9,4 %.
Les 28,1 % d’inactifs se répartissent de la façon suivante : 16,3 % d’étudiants et stagiaires non rémunérés, 4,9 % de retraités ou préretraités et 6,8 % pour les autres inactifs.

### Secteurs d'activité

#### Entreprises et commerces
En 2019, le nombre d’unités légales et d’établissements (activités marchandes hors agriculture) par secteur d'activité était de 1749 dont 49 dans l’industrie manufacturière, industries extractives et autres, 172 dans la construction, 524 dans le commerce de gros et de détail, transports, hébergement et restauration, 185 dans l’Information et communication, 39 dans les activités financières et d'assurance, 27 dans les activités immobilières, 404 dans les activités spécialisées, scientifiques et techniques et activités de services administratifs et de soutien, 221 dans l’administration publique, enseignement, santé humaine et action sociale et 128  étaient relatifs aux autres activités de services.
En 2020, 409 entreprises ont été créées sur le territoire de la commune, dont 324 individuelles.
Au 1er janvier 2021, la commune disposait de 110 chambres d’hôtels dans un établissement et ne possédait aucun terrain de  camping.
Le supermarché Carrefour situé dans le quartier du Nesles constitue le principal centre commercial de Champs-sur-Marne.
Il existe, notamment, d'autres endroits où l'on trouve des petits commerces à Champs-sur-Marne. Dans le centre-ville, près de la mairie, l'on retrouve quelques commerces de proximité, des cafés et restaurants ainsi que divers services. La place du Bois-de-Grâce accueille également des commerces de proximité. Enfin l'avenue Ampère (cité Descartes) située près de la gare RER accueille quelques établissements de restauration ainsi que des commerces de proximité. Jusque dans les années 1980 (entre 1980 et 1990), il existait quelques commerces situés rue Auguste-Vallaud.
Il existait, jusqu'à la fin des années 1960 un marché - place de l'Ancien-Marché - dans le quartier des Bords de Marne. Il n'y a plus eu de marché à Champs-sur-Marne entre 1970 et 2010, à cause notamment de la concurrence du supermarché Carrefour, ouvert le dimanche matin. Depuis 2010 un petit marché se tient tous les jeudis matin sur la place de la Mairie.

### Activités tertiaires
La cité Descartes est le principal pôle tertiaire de Champs-sur-Marne. Plusieurs entreprises, notamment spécialisées dans les nouvelles technologies (Numericable entre autres) y sont regroupées. En 1987, la chambre de commerce et d'industrie de Seine-et-Marne a créé la pépinière d'entreprises du Val-Maubuée pour accompagner les entreprises de nouvelles technologies dans cette zone,.
L'Union des groupements d'achats publics (UGAP) y a son siège, et La Poste y possède une antenne de son siège social au cœur de la cité Descartes. En 2005, le spécialiste des systèmes d'information pour les transports de voyageurs, Moviken, s'implante à la cité Descartes, parallèlement à la montée en puissance du Pôle de Compétitivité Advancity. En 2011, l'opérateur téléphonique Céleste décide d'y installer un centre de traitement de données, à côté des bâtiments de l'université Paris-Est Marne-la-Vallée.

## Culture locale et patrimoine

### Lieux et monuments

#### L'église Saint-Loup
L’église Saint-Loup date du milieu du XVIIe siècle (1655-1660). Elle appartient à la commune de Champs-sur-Marne depuis la séparation de l'Église et de l’État en 1905. Ainsi, le porche roman de cette église porte au fronton la devise de la république : « Liberté, Égalité, Fraternité ». C'est une des nombreuses églises de France à porter cette devise qui, sur un édifice religieux, surprend souvent le visiteur.
Aujourd’hui, la paroisse de Champs fait partie de la province ecclésiastique de Paris et du diocèse de Meaux (secteur pastoral du Val Maubuée).

#### Pagode Khmère Bodhivansa
Construite dans les années 1990 sous la direction du prince Sisowath Essaro, elle est située chemin du Bel-Air à la limite avec Noisy-le-Grand dans le quartier du Nesles.

#### Presbytère
Le presbytère réhabilité en 2001 est situé face à l'église. Il fait aujourd’hui office de salle d'exposition et de réunion.

#### Château

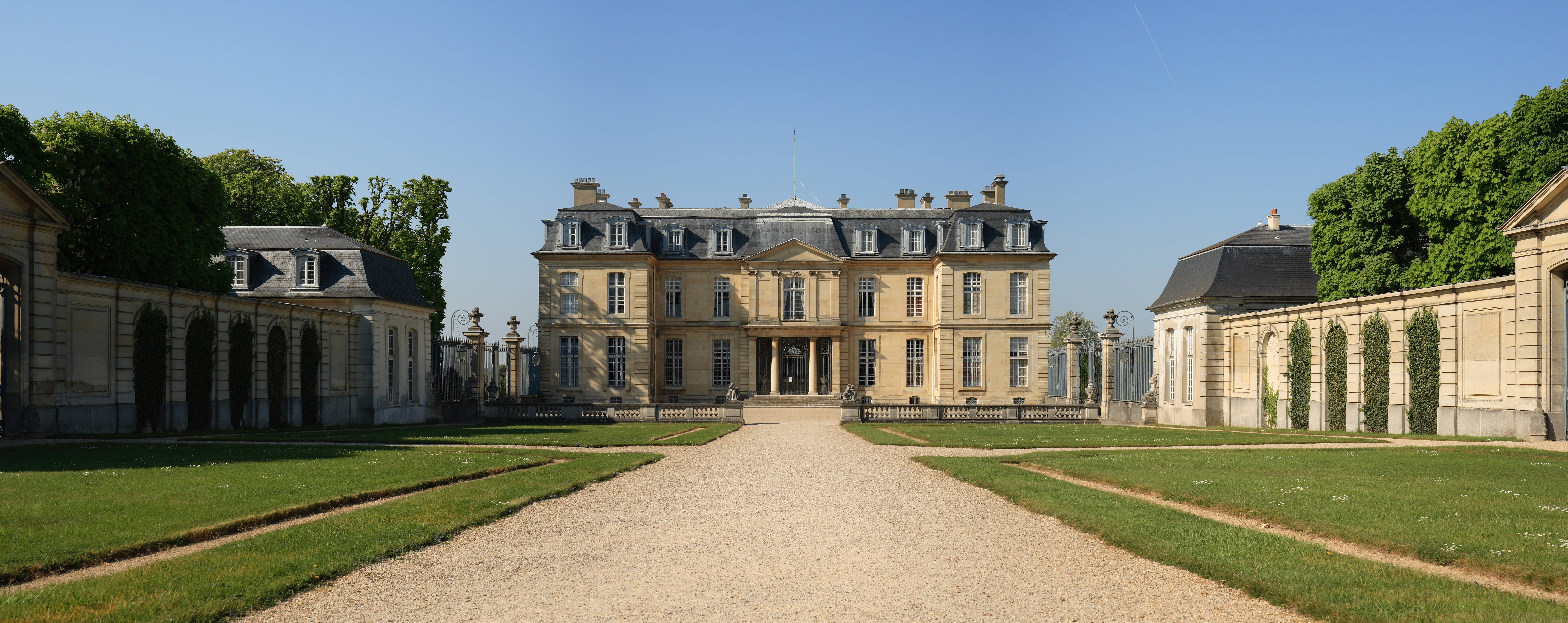
Le château de Champs-sur-Marne.

Construit au début du XVIIIe siècle (avec ses jardins à la française et à l'anglaise), il fait partie du domaine national de Champs-sur-Marne et est classé au titre des Monuments historiques.
Il a été habité par Madame de Pompadour et le général de Gaulle y a reçu de nombreux chefs d'État.

#### Les espaces "verts et bleus"
Les espaces boisés avec notamment les jardins familiaux, les bords de Marne et le parc du château de Champs-sur-Marne en font une ville "verte". Champs-sur-Marne est "Ville Fleurie" décorée de deux fleurs par le Conseil National des Villes et Villages Fleuris de France.
La ville de Champs-sur-Marne possède de nombreux espaces « verts » (forêts, bois, jardins familiaux et parcs) et "bleus" (étangs, rivière et rus) qui couvrent 50 % de sa superficie :
- Les étangs (au nombre de 7).
- Les rus de Nesles et de Merdereau.
- Les bois de Grâce et de la Grange.
- La rivière Marne et les bords de Marne qui sont aménagés avec piste cyclable et piétonnière.
- Le parc du château de Champs-sur-Marne qui couvre 85 hectares et comprend un jardin à la française et à l'anglaise.

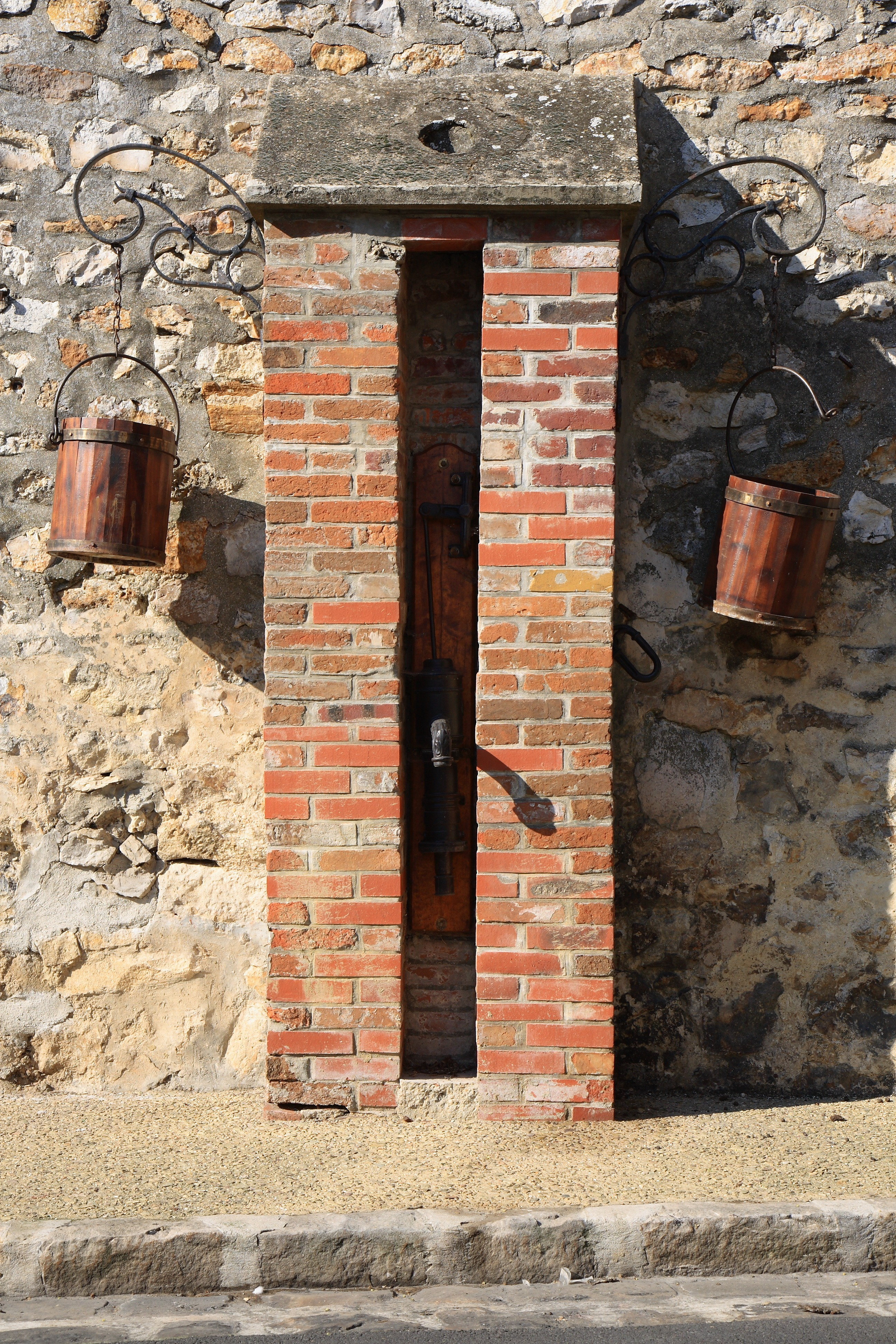
Champs-sur-Marne - Fontaine (rue Nast devant la rue de la Mairie)
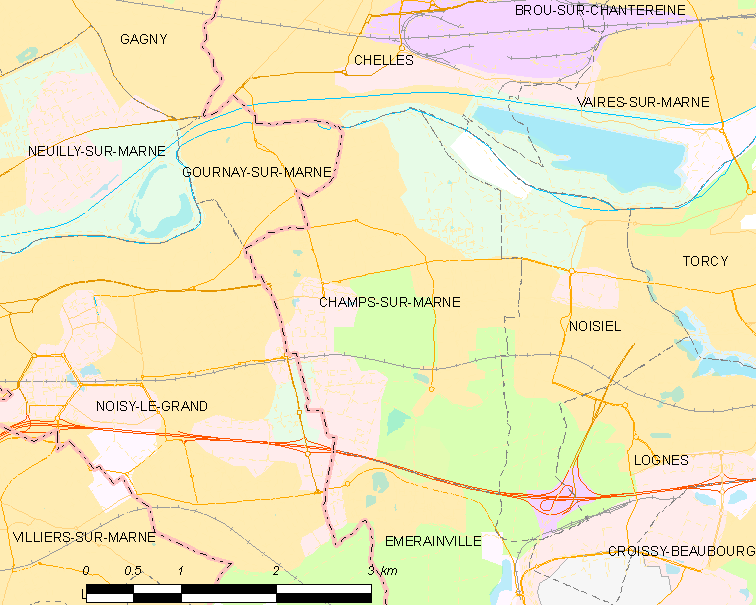
Champs-sur-Marne – Plan de situation
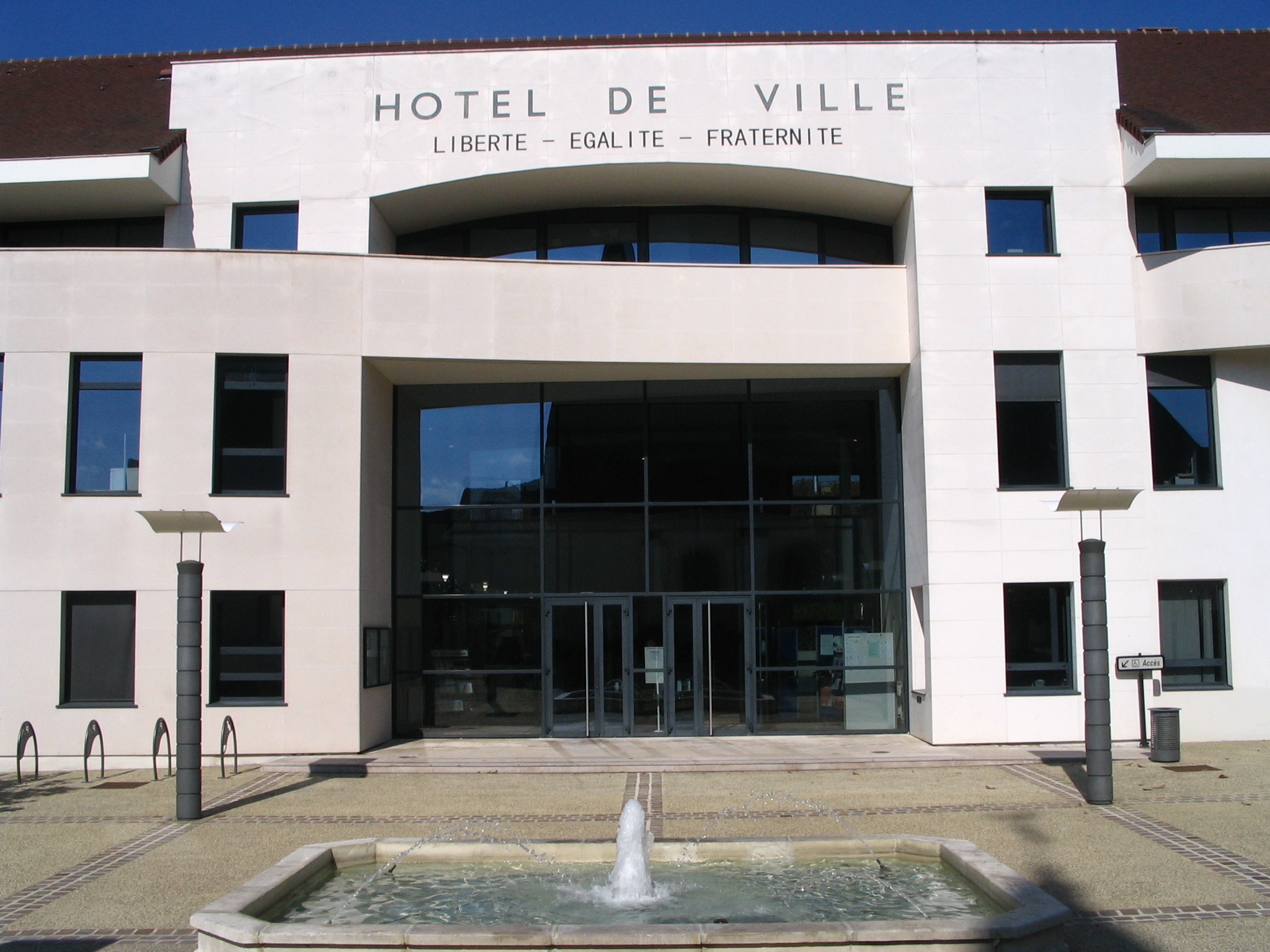
Champs-sur-Marne - Mairie

### Personnalités liées à la commune
- Le joueur de football espoir Mourad Meghni ;
- L'écrivain français Armand Lanoux (1913-1983), Prix Goncourt 1963 ;
- Le comédien Frédéric Febvre (1833-1916), sociétaire de la Comédie-Française ;
- Le comédien Édouard Brindeau (1814-1882), sociétaire de la Comédie Française ;
- Le rappeur Timal (1997-), Disque d'or sur le single Vatos sorti en juillet 2017.

### Tournages de films/séries
- Dans Highlander 3, des scènes ont ainsi été tournées dans le cimetière de Champs-sur-Marne, ainsi que dans la salle du restaurant de l'ESIEE.
- Une partie de Taxi 2 a été tourné à Champs-sur-Marne (devant l'ESIEE).
- Des scènes ont également été tournés dans les locaux des écoles ENPC et ENSG, ainsi que devant l'ESIEE, pour les films Double Zéro et Un ticket pour l'espace.
- Une scène de Dikkenek a été tournée dans le gymnase de l'ESIEE.
- Plusieurs scènes de Papa ou maman 2 ont été tournées à l'ESIEE, dont une dans le gymnase.
- De par sa ressemblance avec le Palais de l'Élysée, le cadre du château de Champs-sur-Marne est aussi très utilisé par les équipes de tournage des Guignols de l'info, Groland ainsi que par d'autres productions.
- La façade de l'ESIEE a été utilisée pour représenter la façade du palais de justice dans Victoria.
- L'allée Youri Gagarine apparait dans le film Irréductible.

### Héraldique, logotype et devise
| Blason de Champs-sur-Marne | D'azur au chevron d'argent accompagné, en chef, de deux étoiles de six rais d'or et, en pointe, d'un lion léopardé du même armé, lampassé et couronné aussi d'argent. |

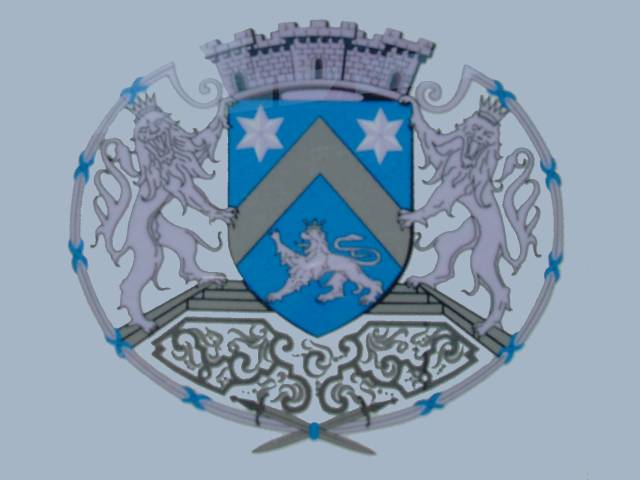
Armoiries de Champs-sur-Marne.

Champs-sur-Marne a pour armoiries celles du financier Paul Poisson de Bourvallais : « D'azur au chevron d'argent, accompagné en chef de deux étoiles d'or à six raies, et en pointe d’un lion léopardé du même, armé, lampassé et couronné d'argent ». Les ornements extérieurs de l'écu rappellent, avec la couronne murale les trois tours de madame de Pompadour, et avec les deux léopards lionnés, le duc de La Vallière. Au bas de la composition, la silhouette des parterres à la française du parc du château surmonte deux épées en sautoir, qui figurent les armes du marquis de Marbeuf.